# Phase de groupes de la Ligue Europa 2019-2020
Pour un article plus général, voir Ligue Europa 2019-2020.
Navigation
Phase finale
La phase de groupes de l'édition 2019-2020 de la Ligue Europa se déroule du 19 septembre au 12 décembre 2019. Un total de 48 équipes y prend part afin de désigner 24 des 32 participants à la phase finale.

## Format
Dans chaque groupe, chaque équipe affronte les trois autres, à domicile et à l'extérieur suivant un format « toutes rondes », pour un total de six matchs chacun. Le premier ainsi que le deuxième du groupe sont qualifiés pour les seizièmes de finale, où ils sont alors rejoints par les huit équipes arrivées en troisième position lors de la phase de groupes de la Ligue des champions. La répartition des points est la suivante : 3 points pour une victoire, 1 point pour un match nul et 0 points pour une défaite.

### Critères de départage
En cas d’égalité de points de plusieurs équipes à l'issue des matches de groupe,
les critères suivants sont appliqués dans l'ordre indiqué pour établir leur
classement :
1. plus grand nombre de points obtenus dans les matches du groupe disputés entre les équipes concernées ;
2. meilleure différence de buts dans les matches du groupe disputés entre les équipes concernées ;
3. plus grand nombre de buts marqués dans les matches du groupe disputés entre les équipes concernées ;
4. plus grand nombre de buts marqués à l’extérieur dans les matches du groupe disputés entre les équipes concernées ;
5. si, après l’application des critères 1 à 4, plusieurs équipes sont toujours à égalité, les critères 1 à 4 sont à nouveau appliqués exclusivement aux matches entre les équipes concernées afin de déterminer leur classement final. Si cette procédure ne donne pas de résultat, les critères 6 à 12 s’appliquent ;
6. meilleure différence de buts dans tous les matches du groupe ;
7. plus grand nombre de buts marqués dans tous les matches du groupe ;
8. plus grand nombre de buts marqués à l’extérieur dans tous les matches du groupe ;
9. plus grand nombre de victoires dans tous les matches du groupe ;
10. plus grand nombre de victoires à l'extérieur dans tous les matches du groupe ;
11. total le plus faible de points disciplinaires sur la base uniquement des cartons jaunes et des cartons rouges reçus durant tous les matches du groupe (carton rouge = 3 points, carton jaune = 1 point, expulsion pour deux cartons jaunes au cours d'un match = 3 points) ;
12. meilleur coefficient de club.

Légende des classements
- Qualification pour les seizièmes de finale

Légende des résultats
- Victoire à domicile
- Match nul
- Victoire à l'extérieur

## Groupes
À noter : le nombre entre parenthèses est le taux de remplissage du stade.

### Groupe A
| Rang | Équipe        | Pts | J | G | N | P | Bp | Bc | Diff |  | Résultats (▼ dom., ► ext.) |     |     |     |     |
| ---- | ------------- | --- | - | - | - | - | -- | -- | ---- |  | -------------------------- | --- | --- | --- | --- |
| 1    | Séville FC    | 15  | 6 | 5 | 0 | 1 | 14 | 3  | +11  |  | Séville FC                 |     | 1-0 | 2-0 | 3-0 |
| 2    | APOEL Nicosie | 10  | 6 | 3 | 1 | 2 | 10 | 8  | +2   |  | APOEL Nicosie              | 1-0 |     | 2-1 | 3-4 |
| 3    | Qarabağ FK    | 5   | 6 | 1 | 2 | 3 | 8  | 11 | -3   |  | Qarabağ FK                 | 0-3 | 2-2 |     | 1-1 |
| 4    | F91 Dudelange | 4   | 6 | 1 | 1 | 4 | 8  | 18 | -10  |  | F91 Dudelange              | 2-5 | 0-2 | 1-4 |     |

| 1re journée                  | APOEL Nicosie                             | 3 - 4   | F91 Dudelange                            | Stade GSP, Stróvolos                            |                                                 |
| 19 septembre 2019 18h55 CEST | Pavlović 54e 58e · De Vincenti 56e (pen.) | (0 - 1) | 36e 82e Sinani · 51e Bernier · 72e Stolz | Spectateurs : 9 313 Arbitrage : Dumitru Muntean | Spectateurs : 9 313 Arbitrage : Dumitru Muntean |
| 19 septembre 2019 18h55 CEST | Rapport                                   |         |                                          | Spectateurs : 9 313 Arbitrage : Dumitru Muntean | Spectateurs : 9 313 Arbitrage : Dumitru Muntean |

| 1re journée                  | Qarabağ FK | 0 - 3   | Séville FC                                   | Stade Tofiq-Béhramov, Bakou                          |                                                      |
| 19 septembre 2019 18h55 CEST |            | (0 - 0) | 62e Chicharito · 78e El Haddadi · 85e Torres | Spectateurs : 30 826 Arbitrage : Yevhenii Aranovskiy | Spectateurs : 30 826 Arbitrage : Yevhenii Aranovskiy |
| 19 septembre 2019 18h55 CEST | Rapport    |         |                                              | Spectateurs : 30 826 Arbitrage : Yevhenii Aranovskiy | Spectateurs : 30 826 Arbitrage : Yevhenii Aranovskiy |

| 2e journée                | Séville FC     | 1 - 0   | APOEL Nicosie | Stade Ramón-Sánchez-Pizjuán, Séville         |                                              |
| 3 octobre 2019 21h00 CEST | Chicharito 17e | (1 - 0) |               | Spectateurs : 30 008 Arbitrage : Bas Nijhuis | Spectateurs : 30 008 Arbitrage : Bas Nijhuis |
| 3 octobre 2019 21h00 CEST | Rapport        |         |               | Spectateurs : 30 008 Arbitrage : Bas Nijhuis | Spectateurs : 30 008 Arbitrage : Bas Nijhuis |

| 2e journée                | F91 Dudelange | 1 - 4   | Qarabağ FK                                                  | Stade Josy-Barthel, Luxembourg              |                                             |
| 3 octobre 2019 21h00 CEST | Bernier 90e   | (0 - 3) | 11e Zoubir · 30e Michel · 37e (pen.) Richard · 69e Quintana | Spectateurs : 3 005 Arbitrage : John Beaton | Spectateurs : 3 005 Arbitrage : John Beaton |
| 3 octobre 2019 21h00 CEST | Rapport       |         |                                                             | Spectateurs : 3 005 Arbitrage : John Beaton | Spectateurs : 3 005 Arbitrage : John Beaton |

| 3e journée                 | Qarabağ FK                | 2 - 2   | APOEL Nicosie                      | Stade Tofiq-Béhramov, Bakou                  |                                              |
| 24 octobre 2019 18h55 CEST | Quintana 13e · Ailton 58e | (1 - 2) | 29e (csc) Medvedev · 45e Hallenius | Spectateurs : 30 824 Arbitrage : Filip Glova | Spectateurs : 30 824 Arbitrage : Filip Glova |
| 24 octobre 2019 18h55 CEST | Rapport                   |         |                                    | Spectateurs : 30 824 Arbitrage : Filip Glova | Spectateurs : 30 824 Arbitrage : Filip Glova |

| 3e journée                 | Séville FC                       | 3 - 0   | F91 Dudelange | Stade Ramón-Sánchez-Pizjuán, Séville                   |                                                        |
| 24 octobre 2019 21h00 CEST | Vázquez 48e 75e · El Haddadi 78e | (0 - 0) |               | Spectateurs : 26 165 Arbitrage : Anastasios Papapetrou | Spectateurs : 26 165 Arbitrage : Anastasios Papapetrou |
| 24 octobre 2019 21h00 CEST | Rapport                          |         |               | Spectateurs : 26 165 Arbitrage : Anastasios Papapetrou | Spectateurs : 26 165 Arbitrage : Anastasios Papapetrou |

| 4e journée                | APOEL Nicosie           | 2 - 1   | Qarabağ FK   | Stade GSP, Stróvolos                                  |                                                       |
| 7 novembre 2019 18h55 CET | Lucas 59e · Ioannou 88e | (0 - 1) | 10e Medvedev | Spectateurs : 9 432 Arbitrage : Manuel Schüttengruber | Spectateurs : 9 432 Arbitrage : Manuel Schüttengruber |
| 7 novembre 2019 18h55 CET | Rapport                 |         |              | Spectateurs : 9 432 Arbitrage : Manuel Schüttengruber | Spectateurs : 9 432 Arbitrage : Manuel Schüttengruber |

| 4e journée                | F91 Dudelange  | 2 - 5   | Séville FC                              | Stade Josy-Barthel, Luxembourg                          |                                                         |
| 7 novembre 2019 18h55 CET | Sinani 69e 80e | (0 - 4) | 17e 36e Dabour · 27e 33e 67e El Haddadi | Spectateurs : 2 848 Arbitrage : Vilhjálmur Thórarinsson | Spectateurs : 2 848 Arbitrage : Vilhjálmur Thórarinsson |
| 7 novembre 2019 18h55 CET | Rapport        |         |                                         | Spectateurs : 2 848 Arbitrage : Vilhjálmur Thórarinsson | Spectateurs : 2 848 Arbitrage : Vilhjálmur Thórarinsson |

| 5e journée                 | F91 Dudelange | 0 - 2   | APOEL Nicosie                 | Stade Josy-Barthel, Luxembourg                |                                               |
| 28 novembre 2019 21h00 CET |               | (0 - 2) | 12e (pen.) Matić · 43e Merkís | Spectateurs : 2 912 Arbitrage : Halis Özkahya | Spectateurs : 2 912 Arbitrage : Halis Özkahya |
| 28 novembre 2019 21h00 CET | Rapport       |         |                               | Spectateurs : 2 912 Arbitrage : Halis Özkahya | Spectateurs : 2 912 Arbitrage : Halis Özkahya |

| 5e journée                 | Séville FC             | 2 - 0   | Qarabağ FK | Stade Ramón-Sánchez-Pizjuán, Séville               |                                                    |
| 28 novembre 2019 21h00 CET | Gil 61e · Dabour 90+2e | (0 - 0) |            | Spectateurs : 19 803 Arbitrage : Mohammed Al-Hakim | Spectateurs : 19 803 Arbitrage : Mohammed Al-Hakim |
| 28 novembre 2019 21h00 CET | Rapport                |         |            | Spectateurs : 19 803 Arbitrage : Mohammed Al-Hakim | Spectateurs : 19 803 Arbitrage : Mohammed Al-Hakim |

| 6e journée                 | APOEL Nicosie | 1 - 0   | Séville FC | Stade GSP, Stróvolos                             |                                                  |
| 12 décembre 2019 18h55 CET | Savić 61e     | (0 - 0) |            | Spectateurs : 5 608 Arbitrage : Nikola Dabanović | Spectateurs : 5 608 Arbitrage : Nikola Dabanović |
| 12 décembre 2019 18h55 CET | Rapport       |         |            | Spectateurs : 5 608 Arbitrage : Nikola Dabanović | Spectateurs : 5 608 Arbitrage : Nikola Dabanović |

| 6e journée                 | Qarabağ FK  | 1 - 1   | F91 Dudelange | Stade Tofiq-Béhramov, Bakou                   |                                               |
| 12 décembre 2019 18h55 CET | Gueye 90+1e | (0 - 0) | 63e Bougrine  | Spectateurs : 5 823 Arbitrage : Kristo Tohver | Spectateurs : 5 823 Arbitrage : Kristo Tohver |
| 12 décembre 2019 18h55 CET | Rapport     |         |               | Spectateurs : 5 823 Arbitrage : Kristo Tohver | Spectateurs : 5 823 Arbitrage : Kristo Tohver |

### Groupe B
| Rang | Équipe        | Pts | J | G | N | P | Bp | Bc | Diff |  | Résultats (▼ dom., ► ext.) |     |     |     |     |
| ---- | ------------- | --- | - | - | - | - | -- | -- | ---- |  | -------------------------- | --- | --- | --- | --- |
| 1    | Malmö FF      | 11  | 6 | 3 | 2 | 1 | 8  | 6  | +2   |  | Malmö FF                   |     | 1-1 | 4-3 | 2-1 |
| 2    | FC Copenhague | 9   | 6 | 2 | 3 | 1 | 5  | 4  | +1   |  | FC Copenhague              | 0-1 |     | 1-1 | 1-0 |
| 3    | Dynamo Kiev   | 7   | 6 | 1 | 4 | 1 | 7  | 7  | 0    |  | Dynamo Kiev                | 1-0 | 1-1 |     | 1-1 |
| 4    | FC Lugano     | 3   | 6 | 0 | 3 | 3 | 2  | 5  | -3   |  | FC Lugano                  | 0-0 | 0-1 | 0-0 |     |

| 1re journée                  | FC Copenhague | 1 - 0   | FC Lugano | Parken Stadium, Copenhague                       |                                                  |
| 19 septembre 2019 18h55 CEST | Santos 50e    | (0 - 0) |           | Spectateurs : 18 240 Arbitrage : Fabio Verissimo | Spectateurs : 18 240 Arbitrage : Fabio Verissimo |
| 19 septembre 2019 18h55 CEST | Rapport       |         |           | Spectateurs : 18 240 Arbitrage : Fabio Verissimo | Spectateurs : 18 240 Arbitrage : Fabio Verissimo |

| 1re journée                  | Dynamo Kiev   | 1 - 0   | Malmö FF | Stade olympique de Kiev, Kiev                       |                                                     |
| 19 septembre 2019 18h55 CEST | Buyalskyi 84e | (0 - 0) |          | Spectateurs : 17 159 Arbitrage : Aleksandar Stavrev | Spectateurs : 17 159 Arbitrage : Aleksandar Stavrev |
| 19 septembre 2019 18h55 CEST | Rapport       |         |          | Spectateurs : 17 159 Arbitrage : Aleksandar Stavrev | Spectateurs : 17 159 Arbitrage : Aleksandar Stavrev |

| 2e journée                | Malmö FF      | 1 - 1   | FC Copenhague       | Swedbank Stadion, Malmö                        |                                                |
| 3 octobre 2019 21h00 CEST | Rosenberg 55e | (0 - 1) | 45+5e (csc) Nielsen | Spectateurs : 19 884 Arbitrage : Deniz Aytekin | Spectateurs : 19 884 Arbitrage : Deniz Aytekin |
| 3 octobre 2019 21h00 CEST | Rapport       |         |                     | Spectateurs : 19 884 Arbitrage : Deniz Aytekin | Spectateurs : 19 884 Arbitrage : Deniz Aytekin |

| 2e journée                | FC Lugano | 0 - 0 | Dynamo Kiev | Kybunpark, Saint-Gall                      |                                            |
| 3 octobre 2019 21h00 CEST |           |       |             | Spectateurs : 1 281 Arbitrage : Karim Abed | Spectateurs : 1 281 Arbitrage : Karim Abed |
| 3 octobre 2019 21h00 CEST | Rapport   |       |             | Spectateurs : 1 281 Arbitrage : Karim Abed | Spectateurs : 1 281 Arbitrage : Karim Abed |

| 3e journée                 | Dynamo Kiev  | 1 - 1   | FC Copenhague | Stade olympique de Kiev, Kiev                     |                                                   |
| 24 octobre 2019 21h00 CEST | Shabanov 53e | (0 - 1) | 2e Sotiríou   | Spectateurs : 21 202 Arbitrage : Halil Umut Meler | Spectateurs : 21 202 Arbitrage : Halil Umut Meler |
| 24 octobre 2019 21h00 CEST | Rapport      |         |               | Spectateurs : 21 202 Arbitrage : Halil Umut Meler | Spectateurs : 21 202 Arbitrage : Halil Umut Meler |

| 3e journée                 | Malmö FF                       | 2 - 1   | FC Lugano  | Swedbank Stadion, Malmö                     |                                             |
| 24 octobre 2019 21h00 CEST | Berget 13e (pen.) · Molins 32e | (2 - 0) | 50e Gerndt | Spectateurs : 16 789 Arbitrage : Rob Harvey | Spectateurs : 16 789 Arbitrage : Rob Harvey |
| 24 octobre 2019 21h00 CEST | Rapport                        |         |            | Spectateurs : 16 789 Arbitrage : Rob Harvey | Spectateurs : 16 789 Arbitrage : Rob Harvey |

| 4e journée                | FC Copenhague | 1 - 1   | Dynamo Kiev | Parken Stadium, Copenhague                    |                                               |
| 7 novembre 2019 18h55 CET | Stage 4e      | (1 - 0) | 70e Verbič  | Spectateurs : 23 166 Arbitrage : Tamás Bognar | Spectateurs : 23 166 Arbitrage : Tamás Bognar |
| 7 novembre 2019 18h55 CET | Rapport       |         |             | Spectateurs : 23 166 Arbitrage : Tamás Bognar | Spectateurs : 23 166 Arbitrage : Tamás Bognar |

| 4e journée                | FC Lugano | 0 - 0 | Malmö FF | Kybunpark, Saint-Gall                             |                                                   |
| 7 novembre 2019 18h55 CET |           |       |          | Spectateurs : 1 875 Arbitrage : Giorgi Kruashvili | Spectateurs : 1 875 Arbitrage : Giorgi Kruashvili |
| 7 novembre 2019 18h55 CET | Rapport   |       |          | Spectateurs : 1 875 Arbitrage : Giorgi Kruashvili | Spectateurs : 1 875 Arbitrage : Giorgi Kruashvili |

| 5e journée                 | FC Lugano | 0 - 1   | FC Copenhague | Kybunpark, Saint-Gall                         |                                               |
| 28 novembre 2019 21h00 CET |           | (0 - 1) | 27e Thomsen   | Spectateurs : 1 281 Arbitrage : Aleksei Eskov | Spectateurs : 1 281 Arbitrage : Aleksei Eskov |
| 28 novembre 2019 21h00 CET | Rapport   |         |               | Spectateurs : 1 281 Arbitrage : Aleksei Eskov | Spectateurs : 1 281 Arbitrage : Aleksei Eskov |

| 5e journée                 | Malmö FF                                       | 4 - 3   | Dynamo Kiev                                | Swedbank Stadion, Malmö                         |                                                 |
| 28 novembre 2019 21h00 CET | Bengtsson 2e · Rosenberg 48e 90+6e · Rakip 57e | (1 - 2) | 18e Mykolenko · 39e Tsyhankov · 77e Verbič | Spectateurs : 19 224 Arbitrage : Pavel Královec | Spectateurs : 19 224 Arbitrage : Pavel Královec |
| 28 novembre 2019 21h00 CET | Rapport                                        |         |                                            | Spectateurs : 19 224 Arbitrage : Pavel Královec | Spectateurs : 19 224 Arbitrage : Pavel Královec |

| 6e journée                 | FC Copenhague | 0 - 1   | Malmö FF                   | Parken Stadium, Copenhague                    |                                               |
| 12 décembre 2019 18h55 CET |               | (0 - 0) | 77e (csc) Papagiannopoulos | Spectateurs : 32 941 Arbitrage : Davide Massa | Spectateurs : 32 941 Arbitrage : Davide Massa |
| 12 décembre 2019 18h55 CET | Rapport       |         |                            | Spectateurs : 32 941 Arbitrage : Davide Massa | Spectateurs : 32 941 Arbitrage : Davide Massa |

| 6e journée                 | Dynamo Kiev     | 1 - 1   | FC Lugano   | Stade olympique de Kiev, Kiev                   |                                                 |
| 12 décembre 2019 18h55 CET | Tsyhankov 90+4e | (0 - 1) | 45e Aratore | Spectateurs : 15 774 Arbitrage : Aliyar Aghayev | Spectateurs : 15 774 Arbitrage : Aliyar Aghayev |
| 12 décembre 2019 18h55 CET | Rapport         |         |             | Spectateurs : 15 774 Arbitrage : Aliyar Aghayev | Spectateurs : 15 774 Arbitrage : Aliyar Aghayev |

### Groupe C
| Rang | Équipe       | Pts | J | G | N | P | Bp | Bc | Diff |  | Résultats (▼ dom., ► ext.) |     |     |     |     |
| ---- | ------------ | --- | - | - | - | - | -- | -- | ---- |  | -------------------------- | --- | --- | --- | --- |
| 1    | FC Bâle      | 13  | 6 | 4 | 1 | 1 | 12 | 4  | +8   |  | FC Bâle                    |     | 2-1 | 5-0 | 2-0 |
| 2    | Getafe CF    | 12  | 6 | 4 | 0 | 2 | 8  | 4  | +4   |  | Getafe CF                  | 0-1 |     | 3-0 | 1-0 |
| 3    | FK Krasnodar | 9   | 6 | 3 | 0 | 3 | 7  | 11 | -4   |  | FK Krasnodar               | 1-0 | 1-2 |     | 3-1 |
| 4    | Trabzonspor  | 1   | 6 | 0 | 1 | 5 | 3  | 11 | -8   |  | Trabzonspor                | 2-2 | 0-1 | 0-2 |     |

| 1re journée                  | FC Bâle                                                 | 5 - 0   | FK Krasnodar | Parc Saint-Jacques, Bâle                            |                                                     |
| 19 septembre 2019 18h55 CEST | Bua 9e 40e · Zuffi 52e · Vilhena 55e (csc) · Okafor 79e | (2 - 0) |              | Spectateurs : 14 127 Arbitrage : Mattias Gestranius | Spectateurs : 14 127 Arbitrage : Mattias Gestranius |
| 19 septembre 2019 18h55 CEST | Rapport                                                 |         |              | Spectateurs : 14 127 Arbitrage : Mattias Gestranius | Spectateurs : 14 127 Arbitrage : Mattias Gestranius |

| 1re journée                  | Getafe CF | 1 - 0   | Trabzonspor | Coliseum Alfonso Pérez, Getafe            |                                           |
| 19 septembre 2019 18h55 CEST | Ángel 18e | (1 - 0) |             | Spectateurs : 5 786 Arbitrage : Matej Jug | Spectateurs : 5 786 Arbitrage : Matej Jug |
| 19 septembre 2019 18h55 CEST | Rapport   |         |             | Spectateurs : 5 786 Arbitrage : Matej Jug | Spectateurs : 5 786 Arbitrage : Matej Jug |

| 2e journée                | Trabzonspor           | 2 - 2   | FC Bâle                 | Medical Park Stadyumu, Trabzon                  |                                                 |
| 3 octobre 2019 21h00 CEST | Parmak 26e · Sosa 78e | (1 - 1) | 20e Widmer · 80e Okafor | Spectateurs : 23 867 Arbitrage : Marco Di Bello | Spectateurs : 23 867 Arbitrage : Marco Di Bello |
| 3 octobre 2019 21h00 CEST | Rapport               |         |                         | Spectateurs : 23 867 Arbitrage : Marco Di Bello | Spectateurs : 23 867 Arbitrage : Marco Di Bello |

| 2e journée                | FK Krasnodar | 1 - 2   | Getafe CF     | Stade FK Krasnodar, Krasnodar               |                                             |
| 3 octobre 2019 21h00 CEST | Ari 69e      | (0 - 1) | 36e 61e Ángel | Spectateurs : 20 035 Arbitrage : Ivan Bebek | Spectateurs : 20 035 Arbitrage : Ivan Bebek |
| 3 octobre 2019 21h00 CEST | Rapport      |         |               | Spectateurs : 20 035 Arbitrage : Ivan Bebek | Spectateurs : 20 035 Arbitrage : Ivan Bebek |

| 3e journée                 | Getafe CF | 0 - 1   | FC Bâle  | Coliseum Alfonso Pérez, Getafe                 |                                                |
| 24 octobre 2019 21h00 CEST |           | (0 - 1) | 18e Frei | Spectateurs : 6 213 Arbitrage : Jérôme Brisard | Spectateurs : 6 213 Arbitrage : Jérôme Brisard |
| 24 octobre 2019 21h00 CEST | Rapport   |         |          | Spectateurs : 6 213 Arbitrage : Jérôme Brisard | Spectateurs : 6 213 Arbitrage : Jérôme Brisard |

| 3e journée                 | Trabzonspor | 0 - 2   | FK Krasnodar             | Medical Park Stadyumu, Trabzon                  |                                                 |
| 24 octobre 2019 21h00 CEST |             | (0 - 0) | 49e Berg · 90+2e Vilhena | Spectateurs : 26 405 Arbitrage : Harald Lechner | Spectateurs : 26 405 Arbitrage : Harald Lechner |
| 24 octobre 2019 21h00 CEST | Rapport     |         |                          | Spectateurs : 26 405 Arbitrage : Harald Lechner | Spectateurs : 26 405 Arbitrage : Harald Lechner |

| 4e journée                | FC Bâle              | 2 - 1   | Getafe CF       | Parc Saint-Jacques, Bâle                      |                                               |
| 7 novembre 2019 18h55 CET | Cabral 8e · Frei 60e | (1 - 1) | 45e (pen.) Mata | Spectateurs : 26 298 Arbitrage : Serhiy Boiko | Spectateurs : 26 298 Arbitrage : Serhiy Boiko |
| 7 novembre 2019 18h55 CET | Rapport              |         |                 | Spectateurs : 26 298 Arbitrage : Serhiy Boiko | Spectateurs : 26 298 Arbitrage : Serhiy Boiko |

| 4e journée                | FK Krasnodar                                    | 3 - 1   | Trabzonspor    | Stade FK Krasnodar, Krasnodar                   |                                                 |
| 7 novembre 2019 18h55 CET | Asan 27e (csc) · Fernandes 34e · Ignatiev 90+3e | (2 - 0) | 90+4e Nwakaeme | Spectateurs : 21 669 Arbitrage : Benoît Bastien | Spectateurs : 21 669 Arbitrage : Benoît Bastien |
| 7 novembre 2019 18h55 CET | Rapport                                         |         |                | Spectateurs : 21 669 Arbitrage : Benoît Bastien | Spectateurs : 21 669 Arbitrage : Benoît Bastien |

| 5e journée                 | FK Krasnodar   | 1 - 0   | FC Bâle | Stade FK Krasnodar, Krasnodar                 |                                               |
| 28 novembre 2019 16h50 CET | Ari 72e (pen.) | (0 - 0) |         | Spectateurs : 22 826 Arbitrage : Bobby Madden | Spectateurs : 22 826 Arbitrage : Bobby Madden |
| 28 novembre 2019 16h50 CET | Rapport        |         |         | Spectateurs : 22 826 Arbitrage : Bobby Madden | Spectateurs : 22 826 Arbitrage : Bobby Madden |

| 5e journée                 | Trabzonspor | 0 - 1   | Getafe CF | Medical Park Stadyumu, Trabzon                    |                                                   |
| 28 novembre 2019 16h50 CET |             | (0 - 0) | 50e Mata  | Spectateurs : 11 465 Arbitrage : Andris Treimanis | Spectateurs : 11 465 Arbitrage : Andris Treimanis |
| 28 novembre 2019 16h50 CET | Rapport     |         |           | Spectateurs : 11 465 Arbitrage : Andris Treimanis | Spectateurs : 11 465 Arbitrage : Andris Treimanis |

| 6e journée                 | FC Bâle                  | 2 - 0   | Trabzonspor | Parc Saint-Jacques, Bâle                            |                                                     |
| 12 décembre 2019 18h55 CET | Widmer 22e · Stocker 72e | (1 - 0) |             | Spectateurs : 17 921 Arbitrage : Aleksandar Stavrev | Spectateurs : 17 921 Arbitrage : Aleksandar Stavrev |
| 12 décembre 2019 18h55 CET | Rapport                  |         |             | Spectateurs : 17 921 Arbitrage : Aleksandar Stavrev | Spectateurs : 17 921 Arbitrage : Aleksandar Stavrev |

| 6e journée                 | Getafe CF                             | 3 - 0   | FK Krasnodar | Coliseum Alfonso Pérez, Getafe                 |                                                |
| 12 décembre 2019 18h55 CET | Cabrera 76e · Molina 78e · Kenedy 86e | (0 - 0) |              | Spectateurs : 9 389 Arbitrage : Daniel Siebert | Spectateurs : 9 389 Arbitrage : Daniel Siebert |
| 12 décembre 2019 18h55 CET | Rapport                               |         |              | Spectateurs : 9 389 Arbitrage : Daniel Siebert | Spectateurs : 9 389 Arbitrage : Daniel Siebert |

### Groupe D
| Rang | Équipe        | Pts | J | G | N | P | Bp | Bc | Diff |  | Résultats (▼ dom., ► ext.) |     |     |     |     |
| ---- | ------------- | --- | - | - | - | - | -- | -- | ---- |  | -------------------------- | --- | --- | --- | --- |
| 1    | LASK          | 13  | 6 | 4 | 1 | 1 | 11 | 4  | +7   |  | LASK                       |     | 3-0 | 4-1 | 1-0 |
| 2    | Sporting CP   | 12  | 6 | 4 | 0 | 2 | 11 | 7  | +4   |  | Sporting CP                | 2-1 |     | 4-0 | 1-0 |
| 3    | PSV Eindhoven | 8   | 6 | 2 | 2 | 2 | 9  | 12 | -3   |  | PSV Eindhoven              | 0-0 | 3-2 |     | 1-1 |
| 4    | Rosenborg BK  | 1   | 6 | 0 | 1 | 5 | 3  | 11 | -8   |  | Rosenborg BK               | 1-2 | 0-2 | 1-4 |     |

| 1re journée                  | LASK          | 1 - 0   | Rosenborg BK | Linzer Stadion, Linz                            |                                                 |
| 19 septembre 2019 18h55 CEST | Holland 45+3e | (1 - 0) |              | Spectateurs : 12 179 Arbitrage : Donatas Rumšas | Spectateurs : 12 179 Arbitrage : Donatas Rumšas |
| 19 septembre 2019 18h55 CEST | Rapport       |         |              | Spectateurs : 12 179 Arbitrage : Donatas Rumšas | Spectateurs : 12 179 Arbitrage : Donatas Rumšas |

| 1re journée                  | PSV Eindhoven                                | 3 - 2   | Sporting CP                       | Philips Stadion, Eindhoven                     |                                                |
| 19 septembre 2019 18h55 CEST | Malen 19e · Coates 25e (csc) · Baumgartl 48e | (2 - 1) | 38e (pen.) Fernandes · 82e Mendes | Spectateurs : 30 000 Arbitrage : Ivan Kružliak | Spectateurs : 30 000 Arbitrage : Ivan Kružliak |
| 19 septembre 2019 18h55 CEST | Rapport                                      |         |                                   | Spectateurs : 30 000 Arbitrage : Ivan Kružliak | Spectateurs : 30 000 Arbitrage : Ivan Kružliak |

| 2e journée                | Sporting CP                  | 2 - 1   | LASK      | Estádio José Alvalade XXI, Lisbonne            |                                                |
| 3 octobre 2019 21h00 CEST | Phellype 58e · Fernandes 63e | (0 - 1) | 16e Raguž | Spectateurs : 31 225 Arbitrage : Alain Durieux | Spectateurs : 31 225 Arbitrage : Alain Durieux |
| 3 octobre 2019 21h00 CEST | Rapport                      |         |           | Spectateurs : 31 225 Arbitrage : Alain Durieux | Spectateurs : 31 225 Arbitrage : Alain Durieux |

| 2e journée                | Rosenborg BK  | 1 - 4   | PSV Eindhoven                                  | Lerkendal Stadion, Trondheim                      |                                                   |
| 3 octobre 2019 21h00 CEST | Adegbenro 70e | (0 - 3) | 14e Rosario · 38e (csc) Meling · 41e 79e Malen | Spectateurs : 10 296 Arbitrage : Halil Umut Meler | Spectateurs : 10 296 Arbitrage : Halil Umut Meler |
| 3 octobre 2019 21h00 CEST | Rapport       |         |                                                | Spectateurs : 10 296 Arbitrage : Halil Umut Meler | Spectateurs : 10 296 Arbitrage : Halil Umut Meler |

| 3e journée                 | PSV Eindhoven | 0 - 0 | LASK | Philips Stadion, Eindhoven                      |                                                 |
| 24 octobre 2019 21h00 CEST |               |       |      | Spectateurs : 29 000 Arbitrage : Chris Kavanagh | Spectateurs : 29 000 Arbitrage : Chris Kavanagh |
| 24 octobre 2019 21h00 CEST | Rapport       |       |      | Spectateurs : 29 000 Arbitrage : Chris Kavanagh | Spectateurs : 29 000 Arbitrage : Chris Kavanagh |

| 3e journée                 | Sporting CP | 1 - 0   | Rosenborg BK | Estádio José Alvalade XXI, Lisbonne              |                                                  |
| 24 octobre 2019 21h00 CEST | Bolasie 70e | (0 - 0) |              | Spectateurs : 27 671 Arbitrage : Lawrence Visser | Spectateurs : 27 671 Arbitrage : Lawrence Visser |
| 24 octobre 2019 21h00 CEST | Rapport     |         |              | Spectateurs : 27 671 Arbitrage : Lawrence Visser | Spectateurs : 27 671 Arbitrage : Lawrence Visser |

| 4e journée                | LASK                                      | 4 - 1   | PSV Eindhoven     | Linzer Stadion, Linz                           |                                                |
| 7 novembre 2019 18h55 CET | Ranftl 56e · Frieser 60e · Klauss 78e 82e | (0 - 1) | 5e (pen.) Schwaab | Spectateurs : 12 658 Arbitrage : Radu Petrescu | Spectateurs : 12 658 Arbitrage : Radu Petrescu |
| 7 novembre 2019 18h55 CET | Rapport                                   |         |                   | Spectateurs : 12 658 Arbitrage : Radu Petrescu | Spectateurs : 12 658 Arbitrage : Radu Petrescu |

| 4e journée                | Rosenborg BK | 0 - 2   | Sporting CP                | Lerkendal Stadion, Trondheim                  |                                               |
| 7 novembre 2019 18h55 CET |              | (0 - 2) | 16e Coates · 38e Fernandes | Spectateurs : 11 018 Arbitrage : Kevin Clancy | Spectateurs : 11 018 Arbitrage : Kevin Clancy |
| 7 novembre 2019 18h55 CET | Rapport      |         |                            | Spectateurs : 11 018 Arbitrage : Kevin Clancy | Spectateurs : 11 018 Arbitrage : Kevin Clancy |

| 5e journée                 | Rosenborg BK | 1 - 2   | LASK                        | Lerkendal Stadion, Trondheim                      |                                                   |
| 28 novembre 2019 21h00 CET | Johnsen 45e  | (1 - 1) | 20e Goiginger · 54e Frieser | Spectateurs : 9 775 Arbitrage : Giorgi Kruashvili | Spectateurs : 9 775 Arbitrage : Giorgi Kruashvili |
| 28 novembre 2019 21h00 CET | Rapport      |         |                             | Spectateurs : 9 775 Arbitrage : Giorgi Kruashvili | Spectateurs : 9 775 Arbitrage : Giorgi Kruashvili |

| 5e journée                 | Sporting CP                                          | 4 - 0   | PSV Eindhoven | Estádio José Alvalade XXI, Lisbonne            |                                                |
| 28 novembre 2019 21h00 CET | Phellype 9e · Fernandes 16e 64e (pen.) · Mathieu 43e | (3 - 0) |               | Spectateurs : 30 146 Arbitrage : Orel Grinfeld | Spectateurs : 30 146 Arbitrage : Orel Grinfeld |
| 28 novembre 2019 21h00 CET | Rapport                                              |         |               | Spectateurs : 30 146 Arbitrage : Orel Grinfeld | Spectateurs : 30 146 Arbitrage : Orel Grinfeld |

| 6e journée                 | LASK                                          | 3 - 0   | Sporting CP | Linzer Stadion, Linz                            |                                                 |
| 12 décembre 2019 18h55 CET | Trauner 23e · Klauss 38e (pen.) · Raguž 90+3e | (2 - 0) |             | Spectateurs : 11 627 Arbitrage : William Collum | Spectateurs : 11 627 Arbitrage : William Collum |
| 12 décembre 2019 18h55 CET | Rapport                                       |         |             | Spectateurs : 11 627 Arbitrage : William Collum | Spectateurs : 11 627 Arbitrage : William Collum |

| 6e journée                 | PSV Eindhoven | 1 - 1   | Rosenborg BK | Philips Stadion, Eindhoven                      |                                                 |
| 12 décembre 2019 18h55 CET | Ihattaren 63e | (0 - 1) | 22e Helland  | Spectateurs : 24 000 Arbitrage : Vitali Meshkov | Spectateurs : 24 000 Arbitrage : Vitali Meshkov |
| 12 décembre 2019 18h55 CET | Rapport       |         |              | Spectateurs : 24 000 Arbitrage : Vitali Meshkov | Spectateurs : 24 000 Arbitrage : Vitali Meshkov |

### Groupe E
| Rang | Équipe           | Pts | J | G | N | P | Bp | Bc | Diff |  | Résultats (▼ dom., ► ext.) |     |     |     |     |
| ---- | ---------------- | --- | - | - | - | - | -- | -- | ---- |  | -------------------------- | --- | --- | --- | --- |
| 1    | Celtic FC        | 13  | 6 | 4 | 1 | 1 | 10 | 6  | +4   |  | Celtic FC                  |     | 2-0 | 2-1 | 3-1 |
| 2    | CFR Cluj         | 12  | 6 | 4 | 0 | 2 | 6  | 4  | +2   |  | CFR Cluj                   | 2-0 |     | 2-1 | 1-0 |
| 3    | Lazio Rome       | 6   | 6 | 2 | 0 | 4 | 6  | 9  | -3   |  | Lazio Rome                 | 1-2 | 1-0 |     | 2-1 |
| 4    | Stade rennais FC | 4   | 6 | 1 | 1 | 4 | 5  | 8  | -3   |  | Stade rennais FC           | 1-1 | 0-1 | 2-0 |     |

| 1re journée                  | CFR Cluj                     | 2 - 1   | Lazio Rome | Stade Docteur-Constantin-Rădulescu, Cluj-Napoca  |                                                  |
| 19 septembre 2019 18h55 CEST | Deac 41e (pen.) · Omrani 75e | (1 - 1) | 25e Bastos | Spectateurs : 9 222 Arbitrage : Daniel Stefanski | Spectateurs : 9 222 Arbitrage : Daniel Stefanski |
| 19 septembre 2019 18h55 CEST | Rapport                      |         |            | Spectateurs : 9 222 Arbitrage : Daniel Stefanski | Spectateurs : 9 222 Arbitrage : Daniel Stefanski |

| 1re journée                  | Stade rennais FC | 1 - 1   | Celtic FC           | Roazhon Park, Rennes                                |                                                     |
| 19 septembre 2019 18h55 CEST | Niang 38e (pen.) | (1 - 0) | 59e (pen.) Christie | Spectateurs : 27 026 Arbitrage : José María Sánchez | Spectateurs : 27 026 Arbitrage : José María Sánchez |
| 19 septembre 2019 18h55 CEST | Rapport          |         |                     | Spectateurs : 27 026 Arbitrage : José María Sánchez | Spectateurs : 27 026 Arbitrage : José María Sánchez |

| 2e journée                | Celtic FC                     | 2 - 0   | CFR Cluj | Celtic Park, Glasgow                            |                                                 |
| 3 octobre 2019 21h00 CEST | Édouard 20e · Elyounoussi 59e | (1 - 0) |          | Spectateurs : 56 172 Arbitrage : Daniel Siebert | Spectateurs : 56 172 Arbitrage : Daniel Siebert |
| 3 octobre 2019 21h00 CEST | Rapport                       |         |          | Spectateurs : 56 172 Arbitrage : Daniel Siebert | Spectateurs : 56 172 Arbitrage : Daniel Siebert |

| 2e journée                | Lazio Rome                          | 2 - 1   | Stade rennais FC | Stade olympique de Rome, Rome                 |                                               |
| 3 octobre 2019 21h00 CEST | Milinković-Savić 64e · Immobile 75e | (0 - 0) | 55e Morel        | Spectateurs : 13 072 Arbitrage : Serhiy Boyko | Spectateurs : 13 072 Arbitrage : Serhiy Boyko |
| 3 octobre 2019 21h00 CEST | Rapport                             |         |                  | Spectateurs : 13 072 Arbitrage : Serhiy Boyko | Spectateurs : 13 072 Arbitrage : Serhiy Boyko |

| 3e journée                 | Stade rennais FC | 0 - 1   | CFR Cluj | Roazhon Park, Rennes                           |                                                |
| 24 octobre 2019 21h00 CEST |                  | (0 - 1) | 9e Deac  | Spectateurs : 27 330 Arbitrage : Aleksei Eskov | Spectateurs : 27 330 Arbitrage : Aleksei Eskov |
| 24 octobre 2019 21h00 CEST | Rapport          |         |          | Spectateurs : 27 330 Arbitrage : Aleksei Eskov | Spectateurs : 27 330 Arbitrage : Aleksei Eskov |

| 3e journée                 | Celtic FC                  | 2 - 1   | Lazio Rome  | Celtic Park, Glasgow                        |                                             |
| 24 octobre 2019 21h00 CEST | Christie 67e · Jullien 89e | (0 - 1) | 40e Lazzari | Spectateurs : 56 172 Arbitrage : Ivan Bebek | Spectateurs : 56 172 Arbitrage : Ivan Bebek |
| 24 octobre 2019 21h00 CEST | Rapport                    |         |             | Spectateurs : 56 172 Arbitrage : Ivan Bebek | Spectateurs : 56 172 Arbitrage : Ivan Bebek |

| 4e journée                | CFR Cluj   | 1 - 0   | Stade rennais FC | Stade Docteur-Constantin-Rădulescu, Cluj-Napoca |                                                |
| 7 novembre 2019 18h55 CET | Rondón 87e | (0 - 0) |                  | Spectateurs : 11 067 Arbitrage : Tiago Martins  | Spectateurs : 11 067 Arbitrage : Tiago Martins |
| 7 novembre 2019 18h55 CET | Rapport    |         |                  | Spectateurs : 11 067 Arbitrage : Tiago Martins  | Spectateurs : 11 067 Arbitrage : Tiago Martins |

| 4e journée                | Lazio Rome  | 1 - 2   | Celtic FC                  | Stade olympique de Rome, Rome                   |                                                 |
| 7 novembre 2019 18h55 CET | Immobile 7e | (1 - 1) | 38e Forrest · 90+5e Ntcham | Spectateurs : 26 155 Arbitrage : Tobias Stieler | Spectateurs : 26 155 Arbitrage : Tobias Stieler |
| 7 novembre 2019 18h55 CET | Rapport     |         |                            | Spectateurs : 26 155 Arbitrage : Tobias Stieler | Spectateurs : 26 155 Arbitrage : Tobias Stieler |

| 5e journée                 | Lazio Rome | 1 - 0   | CFR Cluj | Stade olympique de Rome, Rome                 |                                               |
| 28 novembre 2019 21h00 CET | Correa 24e | (1 - 0) |          | Spectateurs : 7 604 Arbitrage : Ali Palabıyık | Spectateurs : 7 604 Arbitrage : Ali Palabıyık |
| 28 novembre 2019 21h00 CET | Rapport    |         |          | Spectateurs : 7 604 Arbitrage : Ali Palabıyık | Spectateurs : 7 604 Arbitrage : Ali Palabıyık |

| 5e journée                 | Celtic FC                                  | 3 - 1   | Stade rennais FC | Celtic Park, Glasgow                         |                                              |
| 28 novembre 2019 21h00 CET | Morgan 22e · Christie 45+1e · Johnston 74e | (2 - 0) | 89e Hunou        | Spectateurs : 56 172 Arbitrage : Espen Eskås | Spectateurs : 56 172 Arbitrage : Espen Eskås |
| 28 novembre 2019 21h00 CET | Rapport                                    |         |                  | Spectateurs : 56 172 Arbitrage : Espen Eskås | Spectateurs : 56 172 Arbitrage : Espen Eskås |

| 6e journée                 | CFR Cluj                 | 2 - 0   | Celtic FC | Stade Docteur-Constantin-Rădulescu, Cluj-Napoca |                                                |
| 12 décembre 2019 18h55 CET | Burcă 49e · Djokovic 70e | (0 - 0) |           | Spectateurs : 12 890 Arbitrage : Halis Özkahya  | Spectateurs : 12 890 Arbitrage : Halis Özkahya |
| 12 décembre 2019 18h55 CET | Rapport                  |         |           | Spectateurs : 12 890 Arbitrage : Halis Özkahya  | Spectateurs : 12 890 Arbitrage : Halis Özkahya |

| 6e journée                 | Stade rennais FC | 2 - 0   | Lazio Rome | Roazhon Park, Rennes                             |                                                  |
| 12 décembre 2019 18h55 CET | Gnagnon 31e 87e  | (1 - 0) |            | Spectateurs : 25 082 Arbitrage : Srđan Jovanović | Spectateurs : 25 082 Arbitrage : Srđan Jovanović |
| 12 décembre 2019 18h55 CET | Rapport          |         |            | Spectateurs : 25 082 Arbitrage : Srđan Jovanović | Spectateurs : 25 082 Arbitrage : Srđan Jovanović |

### Groupe F
| Rang | Équipe              | Pts | J | G | N | P | Bp | Bc | Diff |  | Résultats (▼ dom., ► ext.) |     |     |     |     |
| ---- | ------------------- | --- | - | - | - | - | -- | -- | ---- |  | -------------------------- | --- | --- | --- | --- |
| 1    | Arsenal FC          | 11  | 6 | 3 | 2 | 1 | 14 | 7  | +7   |  | Arsenal FC                 |     | 1-2 | 4-0 | 3-2 |
| 2    | Eintracht Francfort | 9   | 6 | 3 | 0 | 3 | 8  | 10 | -2   |  | Eintracht Francfort        | 0-3 |     | 2-1 | 2-3 |
| 3    | Standard de Liège   | 8   | 6 | 2 | 2 | 2 | 8  | 10 | -2   |  | Standard de Liège          | 2-2 | 2-1 |     | 2-0 |
| 4    | Vitória Guimarães   | 5   | 6 | 1 | 2 | 3 | 7  | 10 | -3   |  | Vitória Guimarães          | 1-1 | 0-1 | 1-1 |     |

| 1re journée                  | Standard de Liège              | 2 - 0   | Vitória Guimarães | Stade Maurice-Dufrasne, Liège                  |                                                |
| 19 septembre 2019 18h55 CEST | Hanin 66e (csc) · M'Poku 90+1e | (0 - 0) |                   | Spectateurs : 13 477 Arbitrage : Sergei Ivanov | Spectateurs : 13 477 Arbitrage : Sergei Ivanov |
| 19 septembre 2019 18h55 CEST | Rapport                        |         |                   | Spectateurs : 13 477 Arbitrage : Sergei Ivanov | Spectateurs : 13 477 Arbitrage : Sergei Ivanov |

| 1re journée                  | Eintracht Francfort | 0 - 3   | Arsenal FC                              | Commerzbank-Arena, Francfort-sur-le-Main      |                                               |
| 19 septembre 2019 18h55 CEST |                     | (0 - 1) | 38e Willock · 85e Saka · 88e Aubameyang | Spectateurs : 47 000 Arbitrage : Davide Massa | Spectateurs : 47 000 Arbitrage : Davide Massa |
| 19 septembre 2019 18h55 CEST | Rapport             |         |                                         | Spectateurs : 47 000 Arbitrage : Davide Massa | Spectateurs : 47 000 Arbitrage : Davide Massa |

| 2e journée                | Arsenal FC                                      | 4 - 0   | Standard de Liège | Emirates Stadium, Londres                       |                                                 |
| 3 octobre 2019 21h00 CEST | Martinelli 13e 16e · Willock 22e · Ceballos 57e | (3 - 0) |                   | Spectateurs : 58 725 Arbitrage : Sandro Schärer | Spectateurs : 58 725 Arbitrage : Sandro Schärer |
| 3 octobre 2019 21h00 CEST | Rapport                                         |         |                   | Spectateurs : 58 725 Arbitrage : Sandro Schärer | Spectateurs : 58 725 Arbitrage : Sandro Schärer |

| 2e journée                | Vitória Guimarães | 0 - 1   | Eintracht Francfort | Stade D. Afonso Henriques, Guimarães           |                                                |
| 3 octobre 2019 21h00 CEST |                   | (0 - 1) | 36e Ndicka          | Spectateurs : 15 187 Arbitrage : Radu Petrescu | Spectateurs : 15 187 Arbitrage : Radu Petrescu |
| 3 octobre 2019 21h00 CEST | Rapport           |         |                     | Spectateurs : 15 187 Arbitrage : Radu Petrescu | Spectateurs : 15 187 Arbitrage : Radu Petrescu |

| 3e journée                 | Eintracht Francfort           | 2 - 1   | Standard de Liège | Commerzbank-Arena, Francfort-sur-le-Main          |                                                   |
| 24 octobre 2019 21h00 CEST | Abraham 28e · Hinteregger 73e | (1 - 0) | 82e Amallah       | Spectateurs : 47 000 Arbitrage : Daniel Stefański | Spectateurs : 47 000 Arbitrage : Daniel Stefański |
| 24 octobre 2019 21h00 CEST | Rapport                       |         |                   | Spectateurs : 47 000 Arbitrage : Daniel Stefański | Spectateurs : 47 000 Arbitrage : Daniel Stefański |

| 3e journée                 | Arsenal FC                      | 3 - 2   | Vitória Guimarães       | Emirates Stadium, Londres                         |                                                   |
| 24 octobre 2019 21h00 CEST | Martinelli 32e · Pépé 80e 90+3e | (1 - 2) | 9e Edwards · 37e Duarte | Spectateurs : 60 195 Arbitrage : Serdar Gözübüyük | Spectateurs : 60 195 Arbitrage : Serdar Gözübüyük |
| 24 octobre 2019 21h00 CEST | Rapport                         |         |                         | Spectateurs : 60 195 Arbitrage : Serdar Gözübüyük | Spectateurs : 60 195 Arbitrage : Serdar Gözübüyük |

| 4e journée                | Vitória Guimarães | 1 - 1   | Arsenal FC  | Stade D. Afonso Henriques, Guimarães           |                                                |
| 6 novembre 2019 16h50 CET | Duarte 90+1e      | (0 - 0) | 81e Mustafi | Spectateurs : 17 822 Arbitrage : Halis Özkahya | Spectateurs : 17 822 Arbitrage : Halis Özkahya |
| 6 novembre 2019 16h50 CET | Rapport           |         |             | Spectateurs : 17 822 Arbitrage : Halis Özkahya | Spectateurs : 17 822 Arbitrage : Halis Özkahya |

| 4e journée                | Standard de Liège                | 2 - 1   | Eintracht Francfort | Stade Maurice-Dufrasne, Liège              |                                            |
| 7 novembre 2019 18h55 CET | Vanheusden 56e · Lestienne 90+4e | (0 - 0) | 65e Kostić          | Spectateurs : 15 952 Arbitrage : Matej Jug | Spectateurs : 15 952 Arbitrage : Matej Jug |
| 7 novembre 2019 18h55 CET | Rapport                          |         |                     | Spectateurs : 15 952 Arbitrage : Matej Jug | Spectateurs : 15 952 Arbitrage : Matej Jug |

| 5e journée                 | Vitória Guimarães | 1 - 1   | Standard de Liège    | Stade D. Afonso Henriques, Guimarães          |                                               |
| 28 novembre 2019 21h00 CET | Pereira 45+2e     | (1 - 1) | 40e (pen.) Lestienne | Spectateurs : 11 221 Arbitrage : Serhiy Boyko | Spectateurs : 11 221 Arbitrage : Serhiy Boyko |
| 28 novembre 2019 21h00 CET | Rapport           |         |                      | Spectateurs : 11 221 Arbitrage : Serhiy Boyko | Spectateurs : 11 221 Arbitrage : Serhiy Boyko |

| 5e journée                 | Arsenal FC       | 1 - 2   | Eintracht Francfort | Emirates Stadium, Londres                     |                                               |
| 28 novembre 2019 21h00 CET | Aubameyang 45+1e | (1 - 0) | 55e 64e Kamada      | Spectateurs : 49 149 Arbitrage : Ruddy Buquet | Spectateurs : 49 149 Arbitrage : Ruddy Buquet |
| 28 novembre 2019 21h00 CET | Rapport          |         |                     | Spectateurs : 49 149 Arbitrage : Ruddy Buquet | Spectateurs : 49 149 Arbitrage : Ruddy Buquet |

| 6e journée                 | Standard de Liège         | 2 - 2   | Arsenal FC               | Stade Maurice-Dufrasne, Liège                   |                                                 |
| 12 décembre 2019 18h55 CET | Bastien 47e · Amallah 69e | (0 - 0) | 78e Lacazette · 81e Saka | Spectateurs : 21 797 Arbitrage : Andreas Ekberg | Spectateurs : 21 797 Arbitrage : Andreas Ekberg |
| 12 décembre 2019 18h55 CET | Rapport                   |         |                          | Spectateurs : 21 797 Arbitrage : Andreas Ekberg | Spectateurs : 21 797 Arbitrage : Andreas Ekberg |

| 6e journée                 | Eintracht Francfort       | 2 - 3   | Vitória Guimarães                         | Commerzbank-Arena, Francfort-sur-le-Main           |                                                    |
| 12 décembre 2019 18h55 CET | da Costa 31e · Kamada 38e | (2 - 1) | 8e Rochinha · 85e Elmusrati · 87e Edwards | Spectateurs : 47 000 Arbitrage : Gediminas Mažeika | Spectateurs : 47 000 Arbitrage : Gediminas Mažeika |
| 12 décembre 2019 18h55 CET | Rapport                   |         |                                           | Spectateurs : 47 000 Arbitrage : Gediminas Mažeika | Spectateurs : 47 000 Arbitrage : Gediminas Mažeika |

### Groupe G
| Rang | Équipe              | Pts | J | G | N | P | Bp | Bc | Diff |  | Résultats (▼ dom., ► ext.) |     |     |     |     |
| ---- | ------------------- | --- | - | - | - | - | -- | -- | ---- |  | -------------------------- | --- | --- | --- | --- |
| 1    | FC Porto            | 10  | 6 | 3 | 1 | 2 | 8  | 9  | -1   |  | FC Porto                   |     | 1-1 | 2-1 | 3-2 |
| 2    | Rangers FC          | 9   | 6 | 2 | 3 | 1 | 8  | 6  | +2   |  | Rangers FC                 | 2-0 |     | 1-1 | 1-0 |
| 3    | BSC Young Boys      | 8   | 6 | 2 | 2 | 2 | 8  | 7  | +1   |  | BSC Young Boys             | 1-2 | 2-1 |     | 2-0 |
| 4    | Feyenoord Rotterdam | 5   | 6 | 1 | 2 | 3 | 7  | 9  | -2   |  | Feyenoord Rotterdam        | 2-0 | 2-2 | 1-1 |     |

| 1re journée                  | Rangers FC | 1 - 0   | Feyenoord Rotterdam | Ibrox Stadium, Glasgow                               |                                                      |
| 19 septembre 2019 21h00 CEST | Ojo 24e    | (1 - 0) |                     | Spectateurs : 46 858 Arbitrage : Antonio Mateu Lahoz | Spectateurs : 46 858 Arbitrage : Antonio Mateu Lahoz |
| 19 septembre 2019 21h00 CEST | Rapport    |         |                     | Spectateurs : 46 858 Arbitrage : Antonio Mateu Lahoz | Spectateurs : 46 858 Arbitrage : Antonio Mateu Lahoz |

| 1re journée                  | FC Porto      | 2 - 1   | BSC Young Boys   | Stade du Dragon, Porto                            |                                                   |
| 19 septembre 2019 21h00 CEST | Soares 8e 29e | (2 - 1) | 15e (pen.) Nsame | Spectateurs : 32 929 Arbitrage : Andris Treimanis | Spectateurs : 32 929 Arbitrage : Andris Treimanis |
| 19 septembre 2019 21h00 CEST | Rapport       |         |                  | Spectateurs : 32 929 Arbitrage : Andris Treimanis | Spectateurs : 32 929 Arbitrage : Andris Treimanis |

| 2e journée                | BSC Young Boys               | 2 - 1   | Rangers FC  | Stade de Suisse, Berne                                 |                                                        |
| 3 octobre 2019 18h55 CEST | Assalé 50e · Fassnacht 90+3e | (0 - 1) | 44e Morelos | Spectateurs : 26 348 Arbitrage : Manuel Schüttengruber | Spectateurs : 26 348 Arbitrage : Manuel Schüttengruber |
| 3 octobre 2019 18h55 CEST | Rapport                      |         |             | Spectateurs : 26 348 Arbitrage : Manuel Schüttengruber | Spectateurs : 26 348 Arbitrage : Manuel Schüttengruber |

| 2e journée                | Feyenoord Rotterdam          | 2 - 0   | FC Porto | Stade de Feyenoord, Rotterdam                   |                                                 |
| 3 octobre 2019 18h55 CEST | Toornstra 49e · Karsdorp 80e | (0 - 0) |          | Spectateurs : 41 000 Arbitrage : Sergei Karasev | Spectateurs : 41 000 Arbitrage : Sergei Karasev |
| 3 octobre 2019 18h55 CEST | Rapport                      |         |          | Spectateurs : 41 000 Arbitrage : Sergei Karasev | Spectateurs : 41 000 Arbitrage : Sergei Karasev |

| 3e journée                 | FC Porto | 1 - 1   | Rangers FC  | Stade du Dragon, Porto                            |                                                   |
| 24 octobre 2019 18h55 CEST | Díaz 36e | (1 - 1) | 44e Morelos | Spectateurs : 31 307 Arbitrage : Nikola Dabanović | Spectateurs : 31 307 Arbitrage : Nikola Dabanović |
| 24 octobre 2019 18h55 CEST | Rapport  |         |             | Spectateurs : 31 307 Arbitrage : Nikola Dabanović | Spectateurs : 31 307 Arbitrage : Nikola Dabanović |

| 3e journée                 | BSC Young Boys                | 2 - 0   | Feyenoord Rotterdam | Stade de Suisse, Berne                        |                                               |
| 24 octobre 2019 18h55 CEST | Assalé 14e (pen.) · Nsame 28e | (2 - 0) |                     | Spectateurs : 27 641 Arbitrage : Jakob Kehlet | Spectateurs : 27 641 Arbitrage : Jakob Kehlet |
| 24 octobre 2019 18h55 CEST | Rapport                       |         |                     | Spectateurs : 27 641 Arbitrage : Jakob Kehlet | Spectateurs : 27 641 Arbitrage : Jakob Kehlet |

| 4e journée                | Rangers FC              | 2 - 0   | FC Porto | Ibrox Stadium, Glasgow                        |                                               |
| 7 novembre 2019 21h00 CET | Morelos 69e · Davis 73e | (0 - 0) |          | Spectateurs : 49 645 Arbitrage : Davide Massa | Spectateurs : 49 645 Arbitrage : Davide Massa |
| 7 novembre 2019 21h00 CET | Rapport                 |         |          | Spectateurs : 49 645 Arbitrage : Davide Massa | Spectateurs : 49 645 Arbitrage : Davide Massa |

| 4e journée                | Feyenoord Rotterdam | 1 - 1   | BSC Young Boys | Stade de Feyenoord, Rotterdam              |                                            |
| 7 novembre 2019 21h00 CET | Berghuis 18e        | (1 - 0) | 71e Spielmann  | Spectateurs : 45 022 Arbitrage : Paweł Gil | Spectateurs : 45 022 Arbitrage : Paweł Gil |
| 7 novembre 2019 21h00 CET | Rapport             |         |                | Spectateurs : 45 022 Arbitrage : Paweł Gil | Spectateurs : 45 022 Arbitrage : Paweł Gil |

| 5e journée                 | Feyenoord Rotterdam            | 2 - 2   | Rangers FC      | Stade de Feyenoord, Rotterdam                  |                                                |
| 28 novembre 2019 18h55 CET | Toornstra 33e · Sinisterra 68e | (1 - 0) | 53e 65e Morelos | Spectateurs : 47 500 Arbitrage : Damir Skomina | Spectateurs : 47 500 Arbitrage : Damir Skomina |
| 28 novembre 2019 18h55 CET | Rapport                        |         |                 | Spectateurs : 47 500 Arbitrage : Damir Skomina | Spectateurs : 47 500 Arbitrage : Damir Skomina |

| 5e journée                 | BSC Young Boys | 1 - 2   | FC Porto          | Stade de Suisse, Berne                        |                                               |
| 28 novembre 2019 18h55 CET | Fassnacht 6e   | (1 - 0) | 76e 79e Aboubakar | Spectateurs : 31 120 Arbitrage : Tamás Bognár | Spectateurs : 31 120 Arbitrage : Tamás Bognár |
| 28 novembre 2019 18h55 CET | Rapport        |         |                   | Spectateurs : 31 120 Arbitrage : Tamás Bognár | Spectateurs : 31 120 Arbitrage : Tamás Bognár |

| 6e journée                 | Rangers FC  | 1 - 1   | BSC Young Boys    | Ibrox Stadium, Glasgow                       |                                              |
| 12 décembre 2019 21h00 CET | Morelos 30e | (1 - 0) | 89e (csc) Barišić | Spectateurs : 49 015 Arbitrage : Felix Brych | Spectateurs : 49 015 Arbitrage : Felix Brych |
| 12 décembre 2019 21h00 CET | Rapport     |         |                   | Spectateurs : 49 015 Arbitrage : Felix Brych | Spectateurs : 49 015 Arbitrage : Felix Brych |

| 6e journée                 | FC Porto                                  | 3 - 2   | Feyenoord Rotterdam         | Stade du Dragon, Porto                         |                                                |
| 12 décembre 2019 21h00 CET | Díaz 14e · Malacia 16e (csc) · Soares 34e | (3 - 2) | 19e Botteghin · 22e Larsson | Spectateurs : 28 507 Arbitrage : Deniz Aytekin | Spectateurs : 28 507 Arbitrage : Deniz Aytekin |
| 12 décembre 2019 21h00 CET | Rapport                                   |         |                             | Spectateurs : 28 507 Arbitrage : Deniz Aytekin | Spectateurs : 28 507 Arbitrage : Deniz Aytekin |

### Groupe H
| Rang | Équipe                | Pts | J | G | N | P | Bp | Bc | Diff |  | Résultats (▼ dom., ► ext.) |     |     |     |     |
| ---- | --------------------- | --- | - | - | - | - | -- | -- | ---- |  | -------------------------- | --- | --- | --- | --- |
| 1    | Espanyol de Barcelone | 11  | 6 | 3 | 2 | 1 | 12 | 4  | +8   |  | Espanyol de Barcelone      |     | 6-0 | 1-1 | 0-1 |
| 2    | Ludogorets Razgrad    | 8   | 6 | 2 | 2 | 2 | 10 | 10 | 0    |  | Ludogorets Razgrad         | 0-1 |     | 1-1 | 5-1 |
| 3    | Ferencváros TC        | 7   | 6 | 1 | 4 | 1 | 5  | 7  | -2   |  | Ferencváros TC             | 2-2 | 0-3 |     | 0-0 |
| 4    | CSKA Moscou           | 5   | 6 | 1 | 2 | 3 | 3  | 9  | -6   |  | CSKA Moscou                | 0-2 | 1-1 | 0-1 |     |

| 1re journée                  | Espanyol de Barcelone | 1 - 1   | Ferencváros TC  | Stade Cornellà-El Prat, Barcelone                 |                                                   |
| 19 septembre 2019 21h00 CEST | Vargas 60e            | (0 - 1) | 10e (csc) López | Spectateurs : 18 125 Arbitrage : Nikola Dabanović | Spectateurs : 18 125 Arbitrage : Nikola Dabanović |
| 19 septembre 2019 21h00 CEST | Rapport               |         |                 | Spectateurs : 18 125 Arbitrage : Nikola Dabanović | Spectateurs : 18 125 Arbitrage : Nikola Dabanović |

| 1re journée                  | Ludogorets Razgrad                                     | 5 - 1   | CSKA Moscou | Ludogorets Arena, Razgrad                    |                                              |
| 19 septembre 2019 21h00 CEST | Wanderson 48e · Lukoki 50e · Keșerü 52e 69e 73e (pen.) | (0 - 1) | 11e Diveïev | Spectateurs : 8 423 Arbitrage : Irfan Peljto | Spectateurs : 8 423 Arbitrage : Irfan Peljto |
| 19 septembre 2019 21h00 CEST | Rapport                                                |         |             | Spectateurs : 8 423 Arbitrage : Irfan Peljto | Spectateurs : 8 423 Arbitrage : Irfan Peljto |

| 2e journée                | CSKA Moscou | 0 - 2   | Espanyol de Barcelone        | VEB Arena, Moscou                              |                                                |
| 3 octobre 2019 18h55 CEST |             | (0 - 0) | 64e Wu Lei · 90+5e Campuzano | Spectateurs : 22 288 Arbitrage : Ali Palabıyık | Spectateurs : 22 288 Arbitrage : Ali Palabıyık |
| 3 octobre 2019 18h55 CEST | Rapport     |         |                              | Spectateurs : 22 288 Arbitrage : Ali Palabıyık | Spectateurs : 22 288 Arbitrage : Ali Palabıyık |

| 2e journée                | Ferencváros TC | 0 - 3   | Ludogorets Razgrad           | Groupama Aréna, Budapest                            |                                                     |
| 3 octobre 2019 18h55 CEST |                | (0 - 2) | 1re Lukoki · 40e 64e Forster | Spectateurs : 16 163 Arbitrage : Bartosz Frankowski | Spectateurs : 16 163 Arbitrage : Bartosz Frankowski |
| 3 octobre 2019 18h55 CEST | Rapport        |         |                              | Spectateurs : 16 163 Arbitrage : Bartosz Frankowski | Spectateurs : 16 163 Arbitrage : Bartosz Frankowski |

| 3e journée                 | Ludogorets Razgrad | 0 - 1   | Espanyol de Barcelone | Ludogorets Arena, Razgrad                       |                                                 |
| 24 octobre 2019 18h55 CEST |                    | (0 - 1) | 13e Campuzano         | Spectateurs : 10 334 Arbitrage : Aliyar Aghayev | Spectateurs : 10 334 Arbitrage : Aliyar Aghayev |
| 24 octobre 2019 18h55 CEST | Rapport            |         |                       | Spectateurs : 10 334 Arbitrage : Aliyar Aghayev | Spectateurs : 10 334 Arbitrage : Aliyar Aghayev |

| 3e journée                 | CSKA Moscou | 0 - 1   | Ferencváros TC | VEB Arena, Moscou                           |                                             |
| 24 octobre 2019 18h55 CEST |             | (0 - 0) | 86e Varga      | Spectateurs : 18 518 Arbitrage : Pavel Orel | Spectateurs : 18 518 Arbitrage : Pavel Orel |
| 24 octobre 2019 18h55 CEST | Rapport     |         |                | Spectateurs : 18 518 Arbitrage : Pavel Orel | Spectateurs : 18 518 Arbitrage : Pavel Orel |

| 4e journée                | Espanyol de Barcelone                                                                   | 6 - 0   | Ludogorets Razgrad | Stade Cornellà-El Prat, Barcelone                  |                                                    |
| 7 novembre 2019 21h00 CET | Melendo 4e · López 19e · Vargas 36e (pen.) · Campuzano 52e · Pedrosa 73e · Ferreyra 76e | (3 - 0) |                    | Spectateurs : 13 963 Arbitrage : François Letexier | Spectateurs : 13 963 Arbitrage : François Letexier |
| 7 novembre 2019 21h00 CET | Rapport                                                                                 |         |                    | Spectateurs : 13 963 Arbitrage : François Letexier | Spectateurs : 13 963 Arbitrage : François Letexier |

| 4e journée                | Ferencváros TC | 0 - 0 | CSKA Moscou | Groupama Aréna, Budapest                            |                                                     |
| 7 novembre 2019 21h00 CET |                |       |             | Spectateurs : 18 153 Arbitrage : Aleksandar Stavrev | Spectateurs : 18 153 Arbitrage : Aleksandar Stavrev |
| 7 novembre 2019 21h00 CET | Rapport        |       |             | Spectateurs : 18 153 Arbitrage : Aleksandar Stavrev | Spectateurs : 18 153 Arbitrage : Aleksandar Stavrev |

| 5e journée                 | Ferencváros TC                   | 2 - 2   | Espanyol de Barcelone      | Groupama Aréna, Budapest                       |                                                |
| 28 novembre 2019 18h55 CET | Sigér 23e · Škvarka 90+1e (pen.) | (1 - 1) | 31e Melendo · 90+6e Darder | Spectateurs : 19 111 Arbitrage : Tiago Martins | Spectateurs : 19 111 Arbitrage : Tiago Martins |
| 28 novembre 2019 18h55 CET | Rapport                          |         |                            | Spectateurs : 19 111 Arbitrage : Tiago Martins | Spectateurs : 19 111 Arbitrage : Tiago Martins |

| 5e journée                 | CSKA Moscou | 1 - 1   | Ludogorets Razgrad | VEB Arena, Moscou                             |                                               |
| 28 novembre 2019 18h55 CET | Chalov 76e  | (0 - 0) | 66e Keșerü         | Spectateurs : 12 948 Arbitrage : Jakob Kehlet | Spectateurs : 12 948 Arbitrage : Jakob Kehlet |
| 28 novembre 2019 18h55 CET | Rapport     |         |                    | Spectateurs : 12 948 Arbitrage : Jakob Kehlet | Spectateurs : 12 948 Arbitrage : Jakob Kehlet |

| 6e journée                 | Espanyol de Barcelone | 0 - 1   | CSKA Moscou | Stade Cornellà-El Prat, Barcelone           |                                             |
| 12 décembre 2019 21h00 CET |                       | (0 - 0) | 84e Vlašić  | Spectateurs : 10 615 Arbitrage : Kevin Blom | Spectateurs : 10 615 Arbitrage : Kevin Blom |
| 12 décembre 2019 21h00 CET | Rapport               |         |             | Spectateurs : 10 615 Arbitrage : Kevin Blom | Spectateurs : 10 615 Arbitrage : Kevin Blom |

| 6e journée                 | Ludogorets Razgrad | 1 - 1   | Ferencváros TC  | Ludogorets Arena, Razgrad                 |                                           |
| 12 décembre 2019 21h00 CET | Lukoki 24e         | (1 - 0) | 90+5e Signevich | Spectateurs : 5 528 Arbitrage : Matej Jug | Spectateurs : 5 528 Arbitrage : Matej Jug |
| 12 décembre 2019 21h00 CET | Rapport            |         |                 | Spectateurs : 5 528 Arbitrage : Matej Jug | Spectateurs : 5 528 Arbitrage : Matej Jug |

### Groupe I
| Rang | Équipe           | Pts | J | G | N | P | Bp | Bc | Diff |  | Résultats (▼ dom., ► ext.) |     |     |     |     |
| ---- | ---------------- | --- | - | - | - | - | -- | -- | ---- |  | -------------------------- | --- | --- | --- | --- |
| 1    | La Gantoise      | 12  | 6 | 3 | 3 | 0 | 11 | 7  | +4   |  | La Gantoise                |     | 2-2 | 3-2 | 2-1 |
| 2    | VfL Wolfsburg    | 11  | 6 | 3 | 2 | 1 | 9  | 7  | +2   |  | VfL Wolfsburg              | 1-3 |     | 1-0 | 3-1 |
| 3    | AS Saint-Étienne | 4   | 6 | 0 | 4 | 2 | 6  | 8  | -2   |  | AS Saint-Étienne           | 0-0 | 1-1 |     | 1-1 |
| 4    | FK Oleksandriïa  | 3   | 6 | 0 | 3 | 3 | 6  | 10 | -4   |  | FK Oleksandriïa            | 1-1 | 0-1 | 2-2 |     |

| 1re journée                  | VfL Wolfsburg                          | 3 - 1   | FK Oleksandria | Volkswagen-Arena, Wolfsburg                    |                                                |
| 19 septembre 2019 21h00 CEST | Arnold 20e · Mehmedi 24e · Brekalo 67e | (2 - 0) | 66e Banada     | Spectateurs : 10 112 Arbitrage : Halis Özkahya | Spectateurs : 10 112 Arbitrage : Halis Özkahya |
| 19 septembre 2019 21h00 CEST | Rapport                                |         |                | Spectateurs : 10 112 Arbitrage : Halis Özkahya | Spectateurs : 10 112 Arbitrage : Halis Özkahya |

| 1re journée                  | La Gantoise                     | 3 - 2   | AS Saint-Étienne                | Ghelamco Arena, Gand                              |                                                   |
| 19 septembre 2019 21h00 CEST | David 2e 43e · Perrin 64e (csc) | (2 - 1) | 38e Khazri · 75e (csc) Kaminski | Spectateurs : 14 928 Arbitrage : Roi Reinshreiber | Spectateurs : 14 928 Arbitrage : Roi Reinshreiber |
| 19 septembre 2019 21h00 CEST | Rapport                         |         |                                 | Spectateurs : 14 928 Arbitrage : Roi Reinshreiber | Spectateurs : 14 928 Arbitrage : Roi Reinshreiber |

| 2e journée                | AS Saint-Étienne  | 1 - 1   | VfL Wolfsburg | Stade Geoffroy-Guichard, Saint-Étienne        |                                               |
| 3 octobre 2019 18h55 CEST | Kolodziejczak 13e | (1 - 1) | 15e William   | Spectateurs : 24 815 Arbitrage : Craig Pawson | Spectateurs : 24 815 Arbitrage : Craig Pawson |
| 3 octobre 2019 18h55 CEST | Rapport           |         |               | Spectateurs : 24 815 Arbitrage : Craig Pawson | Spectateurs : 24 815 Arbitrage : Craig Pawson |

| 2e journée                | FK Oleksandria | 1 - 1   | La Gantoise | Arena Lviv, Lviv                          |                                           |
| 3 octobre 2019 18h55 CEST | Sitalo 61e     | (0 - 1) | 6e Depoitre | Spectateurs : 7 588 Arbitrage : Jens Maae | Spectateurs : 7 588 Arbitrage : Jens Maae |
| 3 octobre 2019 18h55 CEST | Rapport        |         |             | Spectateurs : 7 588 Arbitrage : Jens Maae | Spectateurs : 7 588 Arbitrage : Jens Maae |

| 3e journée                 | La Gantoise         | 2 - 2   | VfL Wolfsburg                 | Ghelamco Arena, Gand                           |                                                |
| 24 octobre 2019 18h55 CEST | Yaremchuk 41e 90+4e | (1 - 2) | 3e Weghorst · 24e João Victor | Spectateurs : 15 437 Arbitrage : Sergey Ivanov | Spectateurs : 15 437 Arbitrage : Sergey Ivanov |
| 24 octobre 2019 18h55 CEST | Rapport             |         |                               | Spectateurs : 15 437 Arbitrage : Sergey Ivanov | Spectateurs : 15 437 Arbitrage : Sergey Ivanov |

| 3e journée                 | AS Saint-Étienne | 1 - 1   | FK Oleksandria  | Stade Geoffroy-Guichard, Saint-Étienne       |                                              |
| 24 octobre 2019 18h55 CEST | Silva 8e         | (1 - 1) | 14e (csc) Silva | Spectateurs : 28 573 Arbitrage : Espen Eskås | Spectateurs : 28 573 Arbitrage : Espen Eskås |
| 24 octobre 2019 18h55 CEST | Rapport          |         |                 | Spectateurs : 28 573 Arbitrage : Espen Eskås | Spectateurs : 28 573 Arbitrage : Espen Eskås |

| 4e journée                | VfL Wolfsburg   | 1 - 3   | La Gantoise                                       | Volkswagen-Arena, Wolfsburg                          |                                                      |
| 7 novembre 2019 21h00 CET | João Victor 20e | (1 - 0) | 60e Yaremchuk · 65e Depoitre · 76e Ngadeu-Ngadjui | Spectateurs : 11 620 Arbitrage : Massimiliano Irrati | Spectateurs : 11 620 Arbitrage : Massimiliano Irrati |
| 7 novembre 2019 21h00 CET | Rapport         |         |                                                   | Spectateurs : 11 620 Arbitrage : Massimiliano Irrati | Spectateurs : 11 620 Arbitrage : Massimiliano Irrati |

| 4e journée                | FK Oleksandria                  | 2 - 2   | AS Saint-Étienne               | Arena Lviv, Lviv                              |                                               |
| 7 novembre 2019 21h00 CET | Bezborodko 84e · Zaderaka 90+1e | (0 - 1) | 23e (pen.) Khazri · 73e Camara | Spectateurs : 6 361 Arbitrage : João Pinheiro | Spectateurs : 6 361 Arbitrage : João Pinheiro |
| 7 novembre 2019 21h00 CET | Rapport                         |         |                                | Spectateurs : 6 361 Arbitrage : João Pinheiro | Spectateurs : 6 361 Arbitrage : João Pinheiro |

| 5e journée                 | FK Oleksandria | 0 - 1   | VfL Wolfsburg         | Arena Lviv, Lviv                                      |                                                       |
| 28 novembre 2019 18h55 CET |                | (0 - 1) | 45+1e (pen.) Weghorst | Spectateurs : 7 118 Arbitrage : Manuel Schüttengruber | Spectateurs : 7 118 Arbitrage : Manuel Schüttengruber |
| 28 novembre 2019 18h55 CET | Rapport        |         |                       | Spectateurs : 7 118 Arbitrage : Manuel Schüttengruber | Spectateurs : 7 118 Arbitrage : Manuel Schüttengruber |

| 5e journée                 | AS Saint-Étienne | 0 - 0   | La Gantoise | Stade Geoffroy-Guichard, Saint-Étienne        |                                               |
| 28 novembre 2019 18h55 CET |                  | (0 - 0) |             | Spectateurs : 25 315 Arbitrage : Irfan Peljto | Spectateurs : 25 315 Arbitrage : Irfan Peljto |
| 28 novembre 2019 18h55 CET | Rapport          |         |             | Spectateurs : 25 315 Arbitrage : Irfan Peljto | Spectateurs : 25 315 Arbitrage : Irfan Peljto |

| 6e journée                 | VfL Wolfsburg | 1 - 0   | AS Saint-Étienne | Volkswagen-Arena, Wolfsburg                   |                                               |
| 12 décembre 2019 21h00 CET | Otávio 52e    | (0 - 0) |                  | Spectateurs : 10 802 Arbitrage : Paul Tierney | Spectateurs : 10 802 Arbitrage : Paul Tierney |
| 12 décembre 2019 21h00 CET | Rapport       |         |                  | Spectateurs : 10 802 Arbitrage : Paul Tierney | Spectateurs : 10 802 Arbitrage : Paul Tierney |

| 6e journée                 | La Gantoise     | 2 - 1   | FK Oleksandria     | Ghelamco Arena, Gand                           |                                                |
| 12 décembre 2019 21h00 CET | Depoitre 7e 16e | (2 - 0) | 54e Miroshnichenko | Spectateurs : 13 156 Arbitrage : Radu Petrescu | Spectateurs : 13 156 Arbitrage : Radu Petrescu |
| 12 décembre 2019 21h00 CET | Rapport         |         |                    | Spectateurs : 13 156 Arbitrage : Radu Petrescu | Spectateurs : 13 156 Arbitrage : Radu Petrescu |

### Groupe J
| Rang | Équipe                   | Pts | J | G | N | P | Bp | Bc | Diff |  | Résultats (▼ dom., ► ext.) |     |     |     |     |
| ---- | ------------------------ | --- | - | - | - | - | -- | -- | ---- |  | -------------------------- | --- | --- | --- | --- |
| 1    | Istanbul Başakşehir      | 10  | 6 | 3 | 1 | 2 | 7  | 9  | -2   |  | Istanbul Başakşehir        |     | 0-3 | 1-1 | 1-0 |
| 2    | AS Rome                  | 9   | 6 | 2 | 3 | 1 | 12 | 6  | +6   |  | AS Rome                    | 4-0 |     | 1-1 | 2-2 |
| 3    | Borussia Mönchengladbach | 8   | 6 | 2 | 2 | 2 | 6  | 9  | -3   |  | Borussia Mönchengladbach   | 1-2 | 2-1 |     | 0-4 |
| 4    | Wolfsberger AC           | 5   | 6 | 1 | 2 | 3 | 7  | 8  | -1   |  | Wolfsberger AC             | 0-3 | 1-1 | 0-1 |     |

| 1re journée                  | Borussia Mönchengladbach | 0 - 4   | Wolfsberger AC                                 | Borussia-Park, Mönchengladbach                |                                               |
| 19 septembre 2019 21h00 CEST |                          | (0 - 3) | 13e Weissman · 31e 68e Leitgeb · 41e Ritzmaier | Spectateurs : 34 846 Arbitrage : Tamás Bognar | Spectateurs : 34 846 Arbitrage : Tamás Bognar |
| 19 septembre 2019 21h00 CEST | Rapport                  |         |                                                | Spectateurs : 34 846 Arbitrage : Tamás Bognar | Spectateurs : 34 846 Arbitrage : Tamás Bognar |

| 1re journée                  | AS Rome                                                      | 4 - 0   | Istanbul Başakşehir | Stade olympique de Rome, Rome                             |                                                           |
| 19 septembre 2019 21h00 CEST | Caiçara 42e (csc) · Džeko 58e · Zaniolo 71e · Kluivert 90+3e | (1 - 0) |                     | Spectateurs : 21 348 Arbitrage : Xavier Estrada Fernandez | Spectateurs : 21 348 Arbitrage : Xavier Estrada Fernandez |
| 19 septembre 2019 21h00 CEST | Rapport                                                      |         |                     | Spectateurs : 21 348 Arbitrage : Xavier Estrada Fernandez | Spectateurs : 21 348 Arbitrage : Xavier Estrada Fernandez |

| 2e journée                | Istanbul Başakşehir | 1 - 1   | Borussia Mönchengladbach | Stade Fatih-Terim de Başakşehir, Istanbul      |                                                |
| 3 octobre 2019 18h55 CEST | Višća 55e           | (0 - 0) | 90+1e Herrmann           | Spectateurs : 5 646 Arbitrage : Stuart Attwell | Spectateurs : 5 646 Arbitrage : Stuart Attwell |
| 3 octobre 2019 18h55 CEST | Rapport             |         |                          | Spectateurs : 5 646 Arbitrage : Stuart Attwell | Spectateurs : 5 646 Arbitrage : Stuart Attwell |

| 2e journée                | Wolfsberger AC | 1 - 1   | AS Rome        | Stadion Graz-Liebenau, Graz                    |                                                |
| 3 octobre 2019 18h55 CEST | Liendl 51e     | (0 - 1) | 27e Spinazzola | Spectateurs : 11 169 Arbitrage : Tiago Martins | Spectateurs : 11 169 Arbitrage : Tiago Martins |
| 3 octobre 2019 18h55 CEST | Rapport        |         |                | Spectateurs : 11 169 Arbitrage : Tiago Martins | Spectateurs : 11 169 Arbitrage : Tiago Martins |

| 3e journée                 | AS Rome     | 1 - 1   | Borussia Mönchengladbach | Stade olympique de Rome, Rome                   |                                                 |
| 24 octobre 2019 18h55 CEST | Zaniolo 32e | (1 - 0) | 90+3e (pen.) Stindl      | Spectateurs : 29 037 Arbitrage : William Collum | Spectateurs : 29 037 Arbitrage : William Collum |
| 24 octobre 2019 18h55 CEST | Rapport     |         |                          | Spectateurs : 29 037 Arbitrage : William Collum | Spectateurs : 29 037 Arbitrage : William Collum |

| 3e journée                 | Istanbul Başakşehir | 1 - 0   | Wolfsberger AC | Stade Fatih-Terim de Başakşehir, Istanbul    |                                              |
| 24 octobre 2019 18h55 CEST | Kahveci 78e         | (0 - 0) |                | Spectateurs : 4 101 Arbitrage : Irfan Peljto | Spectateurs : 4 101 Arbitrage : Irfan Peljto |
| 24 octobre 2019 18h55 CEST | Rapport             |         |                | Spectateurs : 4 101 Arbitrage : Irfan Peljto | Spectateurs : 4 101 Arbitrage : Irfan Peljto |

| 4e journée                | Borussia Mönchengladbach       | 2 - 1   | AS Rome   | Borussia-Park, Mönchengladbach                     |                                                    |
| 7 novembre 2019 21h00 CET | Fazio 35e (csc) · Thuram 90+5e | (1 - 0) | 64e Fazio | Spectateurs : 44 570 Arbitrage : Jesús Gil Manzano | Spectateurs : 44 570 Arbitrage : Jesús Gil Manzano |
| 7 novembre 2019 21h00 CET | Rapport                        |         |           | Spectateurs : 44 570 Arbitrage : Jesús Gil Manzano | Spectateurs : 44 570 Arbitrage : Jesús Gil Manzano |

| 4e journée                | Wolfsberger AC | 0 - 3   | Istanbul Başakşehir                 | Stadion Graz-Liebenau, Graz                    |                                                |
| 7 novembre 2019 21h00 CET |                | (0 - 0) | 73e (pen.) Višća · 84e 87e Crivelli | Spectateurs : 5 286 Arbitrage : Sandro Schärer | Spectateurs : 5 286 Arbitrage : Sandro Schärer |
| 7 novembre 2019 21h00 CET | Rapport        |         |                                     | Spectateurs : 5 286 Arbitrage : Sandro Schärer | Spectateurs : 5 286 Arbitrage : Sandro Schärer |

| 5e journée                 | Wolfsberger AC | 0 - 1   | Borussia Mönchengladbach | Stadion Graz-Liebenau, Graz                       |                                                   |
| 28 novembre 2019 18h55 CET |                | (0 - 0) | 60e Stindl               | Spectateurs : 12 073 Arbitrage : Serdar Gözübüyük | Spectateurs : 12 073 Arbitrage : Serdar Gözübüyük |
| 28 novembre 2019 18h55 CET | Rapport        |         |                          | Spectateurs : 12 073 Arbitrage : Serdar Gözübüyük | Spectateurs : 12 073 Arbitrage : Serdar Gözübüyük |

| 5e journée                 | Istanbul Başakşehir | 0 - 3   | AS Rome                                          | Stade Fatih-Terim de Başakşehir, Istanbul       |                                                 |
| 28 novembre 2019 18h55 CET |                     | (0 - 3) | 30e (pen.) Veretout · 41e Kluivert · 45+1e Džeko | Spectateurs : 12 879 Arbitrage : Ovidiu Hațegan | Spectateurs : 12 879 Arbitrage : Ovidiu Hațegan |
| 28 novembre 2019 18h55 CET | Rapport             |         |                                                  | Spectateurs : 12 879 Arbitrage : Ovidiu Hațegan | Spectateurs : 12 879 Arbitrage : Ovidiu Hațegan |

| 6e journée                 | Borussia Mönchengladbach | 1 - 2   | Istanbul Başakşehir        | Borussia-Park, Mönchengladbach                               |                                                              |
| 12 décembre 2019 21h00 CET | Thuram 33e               | (1 - 1) | 44e Kahveci · 90e Crivelli | Spectateurs : 40 046 Arbitrage : José María Sánchez Martínez | Spectateurs : 40 046 Arbitrage : José María Sánchez Martínez |
| 12 décembre 2019 21h00 CET | Rapport                  |         |                            | Spectateurs : 40 046 Arbitrage : José María Sánchez Martínez | Spectateurs : 40 046 Arbitrage : José María Sánchez Martínez |

| 6e journée                 | AS Rome                       | 2 - 2   | Wolfsberger AC                    | Stade olympique de Rome, Rome                 |                                               |
| 12 décembre 2019 21h00 CET | Perotti 7e (pen.) · Džeko 19e | (2 - 1) | 10e (csc) Florenzi · 64e Weissman | Spectateurs : 21 672 Arbitrage : Craig Pawson | Spectateurs : 21 672 Arbitrage : Craig Pawson |
| 12 décembre 2019 21h00 CET | Rapport                       |         |                                   | Spectateurs : 21 672 Arbitrage : Craig Pawson | Spectateurs : 21 672 Arbitrage : Craig Pawson |

### Groupe K
| Rang | Équipe                  | Pts | J | G | N | P | Bp | Bc | Diff |  | Résultats (▼ dom., ► ext.) |     |     |     |     |
| ---- | ----------------------- | --- | - | - | - | - | -- | -- | ---- |  | -------------------------- | --- | --- | --- | --- |
| 1    | SC Braga                | 14  | 6 | 4 | 2 | 0 | 15 | 9  | +6   |  | SC Braga                   |     | 3-3 | 2-2 | 3-1 |
| 2    | Wolverhampton Wanderers | 13  | 6 | 4 | 1 | 1 | 11 | 5  | +6   |  | Wolverhampton Wanderers    | 0-1 |     | 1-0 | 4-0 |
| 3    | Slovan Bratislava       | 4   | 6 | 1 | 1 | 4 | 10 | 13 | -3   |  | Slovan Bratislava          | 2-4 | 1-2 |     | 4-2 |
| 4    | Beşiktaş JK             | 3   | 6 | 1 | 0 | 5 | 6  | 15 | -9   |  | Beşiktaş JK                | 1-2 | 0-1 | 2-1 |     |

| 1re journée                  | Wolverhampton Wanderers | 0 - 1   | SC Braga  | Molineux Stadium, Wolverhampton               |                                               |
| 19 septembre 2019 21h00 CEST |                         | (0 - 0) | 71e Horta | Spectateurs : 28 314 Arbitrage : Jakob Kehlet | Spectateurs : 28 314 Arbitrage : Jakob Kehlet |
| 19 septembre 2019 21h00 CEST | Rapport                 |         |           | Spectateurs : 28 314 Arbitrage : Jakob Kehlet | Spectateurs : 28 314 Arbitrage : Jakob Kehlet |

| 1re journée                  | Slovan Bratislava                            | 4 - 2   | Beşiktaş JK                              | Tehelné pole, Bratislava                      |                                               |
| 19 septembre 2019 21h00 CEST | Šporar 14e 58e · Ljubičić 90+3e · Moha 90+4e | (1 - 2) | 29e (pen.) Ljajić · 45+1e (csc) Bozhikov | Spectateurs : 5 273 Arbitrage : Kristo Tohver | Spectateurs : 5 273 Arbitrage : Kristo Tohver |
| 19 septembre 2019 21h00 CEST | Rapport                                      |         |                                          | Spectateurs : 5 273 Arbitrage : Kristo Tohver | Spectateurs : 5 273 Arbitrage : Kristo Tohver |

| 2e journée                | Beşiktaş JK | 0 - 1   | Wolverhampton Wanderers | Vodafone Park, Istanbul                         |                                                 |
| 3 octobre 2019 18h55 CEST |             | (0 - 0) | 90+3e Boly              | Spectateurs : 22 670 Arbitrage : Harald Lechner | Spectateurs : 22 670 Arbitrage : Harald Lechner |
| 3 octobre 2019 18h55 CEST | Rapport     |         |                         | Spectateurs : 22 670 Arbitrage : Harald Lechner | Spectateurs : 22 670 Arbitrage : Harald Lechner |

| 2e journée                | SC Braga               | 2 - 2   | Slovan Bratislava              | Stade municipal de Braga, Braga                  |                                                  |
| 3 octobre 2019 18h55 CEST | Viana 31e · Galeno 63e | (1 - 1) | 45+4e Šporar · 87e (csc) Viana | Spectateurs : 9 077 Arbitrage : Adrien Jaccottet | Spectateurs : 9 077 Arbitrage : Adrien Jaccottet |
| 3 octobre 2019 18h55 CEST | Rapport                |         |                                | Spectateurs : 9 077 Arbitrage : Adrien Jaccottet | Spectateurs : 9 077 Arbitrage : Adrien Jaccottet |

| 3e journée                 | Slovan Bratislava | 1 - 2   | Wolverhampton Wanderers | Tehelné pole, Bratislava                           |                                                    |
| 24 octobre 2019 18h55 CEST | Šporar 11e        | (1 - 0) | 58e Saïss · 64e Jiménez | Spectateurs : 20 333 Arbitrage : Yevhen Aranovskyi | Spectateurs : 20 333 Arbitrage : Yevhen Aranovskyi |
| 24 octobre 2019 18h55 CEST | Rapport           |         |                         | Spectateurs : 20 333 Arbitrage : Yevhen Aranovskyi | Spectateurs : 20 333 Arbitrage : Yevhen Aranovskyi |

| 3e journée                 | Beşiktaş JK | 1 - 2   | SC Braga                | Vodafone Park, Istanbul                                        |                                                                |
| 24 octobre 2019 18h55 CEST | Nayir 71e   | (0 - 1) | 38e Horta · 80e Eduardo | Spectateurs : 20 956 Arbitrage : Alejandro Hernández Hernández | Spectateurs : 20 956 Arbitrage : Alejandro Hernández Hernández |
| 24 octobre 2019 18h55 CEST | Rapport     |         |                         | Spectateurs : 20 956 Arbitrage : Alejandro Hernández Hernández | Spectateurs : 20 956 Arbitrage : Alejandro Hernández Hernández |

| 4e journée                | Wolverhampton Wanderers | 1 - 0   | Slovan Bratislava | Molineux Stadium, Wolverhampton              |                                              |
| 7 novembre 2019 21h00 CET | Jiménez 90+2e           | (0 - 0) |                   | Spectateurs : 29 789 Arbitrage : Bas Nijhuis | Spectateurs : 29 789 Arbitrage : Bas Nijhuis |
| 7 novembre 2019 21h00 CET | Rapport                 |         |                   | Spectateurs : 29 789 Arbitrage : Bas Nijhuis | Spectateurs : 29 789 Arbitrage : Bas Nijhuis |

| 4e journée                | SC Braga                       | 3 - 1   | Beşiktaş JK | Stade municipal de Braga, Braga                   |                                                   |
| 7 novembre 2019 21h00 CET | Paulinho 15e 37e · Eduardo 81e | (2 - 1) | 29e Boyd    | Spectateurs : 8 833 Arbitrage : Gediminas Mažeika | Spectateurs : 8 833 Arbitrage : Gediminas Mažeika |
| 7 novembre 2019 21h00 CET | Rapport                        |         |             | Spectateurs : 8 833 Arbitrage : Gediminas Mažeika | Spectateurs : 8 833 Arbitrage : Gediminas Mažeika |

| 5e journée                 | SC Braga                                 | 3 - 3   | Wolverhampton Wanderers                | Stade municipal de Braga, Braga                   |                                                   |
| 28 novembre 2019 18h55 CET | Horta 6e · Paulinho 64e · Fransérgio 79e | (1 - 3) | 14e Jiménez · 34e Doherty · 35e Traoré | Spectateurs : 12 058 Arbitrage : Aleksei Kulbakov | Spectateurs : 12 058 Arbitrage : Aleksei Kulbakov |
| 28 novembre 2019 18h55 CET | Rapport                                  |         |                                        | Spectateurs : 12 058 Arbitrage : Aleksei Kulbakov | Spectateurs : 12 058 Arbitrage : Aleksei Kulbakov |

| 5e journée                 | Beşiktaş JK                    | 2 - 1   | Slovan Bratislava | Vodafone Park, Istanbul                      |                                              |
| 28 novembre 2019 18h55 CET | Roco 75e · Ljajić 90+2e (pen.) | (0 - 1) | 35e Daniel        | Spectateurs : 11 526 Arbitrage : Enea Jorgji | Spectateurs : 11 526 Arbitrage : Enea Jorgji |
| 28 novembre 2019 18h55 CET | Rapport                        |         |                   | Spectateurs : 11 526 Arbitrage : Enea Jorgji | Spectateurs : 11 526 Arbitrage : Enea Jorgji |

| 6e journée                 | Wolverhampton Wanderers           | 4 - 0   | Beşiktaş JK | Molineux Stadium, Wolverhampton                   |                                                   |
| 12 décembre 2019 21h00 CET | Jota 58e 63e 69e · Dendoncker 67e | (0 - 0) |             | Spectateurs : 27 866 Arbitrage : Andris Treimanis | Spectateurs : 27 866 Arbitrage : Andris Treimanis |
| 12 décembre 2019 21h00 CET | Rapport                           |         |             | Spectateurs : 27 866 Arbitrage : Andris Treimanis | Spectateurs : 27 866 Arbitrage : Andris Treimanis |

| 6e journée                 | Slovan Bratislava     | 2 - 4   | SC Braga                                                      | Tehelné pole, Bratislava                   |                                            |
| 12 décembre 2019 21h00 CET | Šporar 42e · Moha 70e | (1 - 1) | 44e Fonte · 72e Trincão · 75e (csc) Bozhikov · 90+3e Paulinho | Spectateurs : 10 856 Arbitrage : Paweł Gil | Spectateurs : 10 856 Arbitrage : Paweł Gil |
| 12 décembre 2019 21h00 CET | Rapport               |         |                                                               | Spectateurs : 10 856 Arbitrage : Paweł Gil | Spectateurs : 10 856 Arbitrage : Paweł Gil |

### Groupe L
| Rang | Équipe            | Pts | J | G | N | P | Bp | Bc | Diff |  | Résultats (▼ dom., ► ext.) |     |     |     |     |
| ---- | ----------------- | --- | - | - | - | - | -- | -- | ---- |  | -------------------------- | --- | --- | --- | --- |
| 1    | Manchester United | 13  | 6 | 4 | 1 | 1 | 10 | 2  | +8   |  | Manchester United          |     | 4-0 | 3-0 | 1-0 |
| 2    | AZ Alkmaar        | 9   | 6 | 2 | 3 | 1 | 15 | 8  | +7   |  | AZ Alkmaar                 | 0-0 |     | 2-2 | 6-0 |
| 3    | Partizan Belgrade | 8   | 6 | 2 | 2 | 2 | 10 | 10 | 0    |  | Partizan Belgrade          | 0-1 | 2-2 |     | 4-1 |
| 4    | FK Astana         | 3   | 6 | 1 | 0 | 5 | 4  | 19 | -15  |  | FK Astana                  | 2-1 | 0-5 | 1-2 |     |

| 1re journée                  | Manchester United | 1 - 0   | FK Astana | Old Trafford, Manchester                           |                                                    |
| 19 septembre 2019 21h00 CEST | Greenwood 73e     | (0 - 0) |           | Spectateurs : 50 783 Arbitrage : François Letexier | Spectateurs : 50 783 Arbitrage : François Letexier |
| 19 septembre 2019 21h00 CEST | Rapport           |         |           | Spectateurs : 50 783 Arbitrage : François Letexier | Spectateurs : 50 783 Arbitrage : François Letexier |

| 1re journée                  | Partizan Belgrade     | 2 - 2   | AZ Alkmaar             | Stade du Partizan, Belgrade                  |                                              |
| 19 septembre 2019 21h00 CEST | Natkho 42e (pen.) 61e | (1 - 1) | 13e Stengs · 67e Boadu | Spectateurs : 22 564 Arbitrage : Marco Guida | Spectateurs : 22 564 Arbitrage : Marco Guida |
| 19 septembre 2019 21h00 CEST | Rapport               |         |                        | Spectateurs : 22 564 Arbitrage : Marco Guida | Spectateurs : 22 564 Arbitrage : Marco Guida |

| 2e journée                | FK Astana        | 1 - 2   | Partizan Belgrade | Astana Arena, Noursoultan                          |                                                    |
| 3 octobre 2019 16h50 CEST | Sigurjónsson 85e | (0 - 1) | 29e 73e Sadiq     | Spectateurs : 20 137 Arbitrage : Mohammed Al-Hakim | Spectateurs : 20 137 Arbitrage : Mohammed Al-Hakim |
| 3 octobre 2019 16h50 CEST | Rapport          |         |                   | Spectateurs : 20 137 Arbitrage : Mohammed Al-Hakim | Spectateurs : 20 137 Arbitrage : Mohammed Al-Hakim |

| 2e journée                | AZ Alkmaar | 0 - 0 | Manchester United | Cars Jeans Stadion, La Haye                        |                                                    |
| 3 octobre 2019 18h55 CEST |            |       |                   | Spectateurs : 16 863 Arbitrage : Gediminas Mažeika | Spectateurs : 16 863 Arbitrage : Gediminas Mažeika |
| 3 octobre 2019 18h55 CEST | Rapport    |       |                   | Spectateurs : 16 863 Arbitrage : Gediminas Mažeika | Spectateurs : 16 863 Arbitrage : Gediminas Mažeika |

| 3e journée                 | Partizan Belgrade | 0 - 1   | Manchester United  | Stade du Partizan, Belgrade                               |                                                           |
| 24 octobre 2019 18h55 CEST |                   | (0 - 1) | 43e (pen.) Martial | Spectateurs : 25 627 Arbitrage : Xavier Estrada Fernández | Spectateurs : 25 627 Arbitrage : Xavier Estrada Fernández |
| 24 octobre 2019 18h55 CEST | Rapport           |         |                    | Spectateurs : 25 627 Arbitrage : Xavier Estrada Fernández | Spectateurs : 25 627 Arbitrage : Xavier Estrada Fernández |

| 3e journée                 | AZ Alkmaar                                                                                | 6 - 0   | FK Astana | Cars Jeans Stadion, La Haye                 |                                             |
| 24 octobre 2019 18h55 CEST | Koopmeiners 39e (pen.) 83e (pen.) · Boadu 43e · Stengs 77e · Sugawara 85e · Idrissi 90+2e | (2 - 0) |           | Spectateurs : 8 123 Arbitrage : Enea Jorgji | Spectateurs : 8 123 Arbitrage : Enea Jorgji |
| 24 octobre 2019 18h55 CEST | Rapport                                                                                   |         |           | Spectateurs : 8 123 Arbitrage : Enea Jorgji | Spectateurs : 8 123 Arbitrage : Enea Jorgji |

| 4e journée                | FK Astana | 0 - 5   | AZ Alkmaar                                                  | Astana Arena, Noursoultan                                      |                                                                |
| 7 novembre 2019 16h50 CET |           | (0 - 1) | 29e 77e Boadu · 52e Midtsjø · 57e Idrissi · 76e Hatzidiákos | Spectateurs : 11 584 Arbitrage : Mads-Kristoffer Kristoffersen | Spectateurs : 11 584 Arbitrage : Mads-Kristoffer Kristoffersen |
| 7 novembre 2019 16h50 CET | Rapport   |         |                                                             | Spectateurs : 11 584 Arbitrage : Mads-Kristoffer Kristoffersen | Spectateurs : 11 584 Arbitrage : Mads-Kristoffer Kristoffersen |

| 4e journée                | Manchester United                          | 3 - 0   | Partizan Belgrade | Old Trafford, Manchester                            |                                                     |
| 7 novembre 2019 21h00 CET | Greenwood 22e · Martial 33e · Rashford 49e | (2 - 0) |                   | Spectateurs : 62 955 Arbitrage : Mattias Gestranius | Spectateurs : 62 955 Arbitrage : Mattias Gestranius |
| 7 novembre 2019 21h00 CET | Rapport                                    |         |                   | Spectateurs : 62 955 Arbitrage : Mattias Gestranius | Spectateurs : 62 955 Arbitrage : Mattias Gestranius |

| 5e journée                 | FK Astana                      | 2 - 1   | Manchester United | Astana Arena, Noursoultan                       |                                                 |
| 28 novembre 2019 16h50 CET | Shomko 55e · Bernard 62e (csc) | (0 - 1) | 10e Lingard       | Spectateurs : 28 949 Arbitrage : Donatas Rumšas | Spectateurs : 28 949 Arbitrage : Donatas Rumšas |
| 28 novembre 2019 16h50 CET | Rapport                        |         |                   | Spectateurs : 28 949 Arbitrage : Donatas Rumšas | Spectateurs : 28 949 Arbitrage : Donatas Rumšas |

| 5e journée                 | AZ Alkmaar       | 2 - 2   | Partizan Belgrade      | Cars Jeans Stadion, La Haye                      |                                                  |
| 28 novembre 2019 18h55 CET | Druijf 88e 90+2e | (0 - 2) | 16e Asano · 27e Soumah | Spectateurs : 9 092 Arbitrage : Daniel Stefański | Spectateurs : 9 092 Arbitrage : Daniel Stefański |
| 28 novembre 2019 18h55 CET | Rapport          |         |                        | Spectateurs : 9 092 Arbitrage : Daniel Stefański | Spectateurs : 9 092 Arbitrage : Daniel Stefański |

| 6e journée                 | Manchester United                               | 4 - 0   | AZ Alkmaar | Old Trafford, Manchester                        |                                                 |
| 12 décembre 2019 21h00 CET | Young 53e · Greenwood 58e 64e · Mata 62e (pen.) | (0 - 0) |            | Spectateurs : 65 773 Arbitrage : Sandro Schärer | Spectateurs : 65 773 Arbitrage : Sandro Schärer |
| 12 décembre 2019 21h00 CET | Rapport                                         |         |            | Spectateurs : 65 773 Arbitrage : Sandro Schärer | Spectateurs : 65 773 Arbitrage : Sandro Schärer |

| 6e journée                 | Partizan Belgrade                     | 4 - 1   | FK Astana   | Stade du Partizan, Belgrade                 |                                             |
| 12 décembre 2019 21h00 CET | Soumah 4e · Sadiq 22e 76e · Asano 76e | (3 - 0) | 79e Rotariu | Spectateurs : 8 075 Arbitrage : Filip Glova | Spectateurs : 8 075 Arbitrage : Filip Glova |
| 12 décembre 2019 21h00 CET | Rapport                               |         |             | Spectateurs : 8 075 Arbitrage : Filip Glova | Spectateurs : 8 075 Arbitrage : Filip Glova |